# Musée d'Art de Toulon
Le musée d'Art de Toulon est un musée municipal dédié aux collections artistiques de la Ville de Toulon.
Inauguré en 1888 il a été le premier musée de Beaux-arts du département du Var labellisé Musée de France en 2002. D'importants travaux de rénovation réalisés entre 2018 et 2021 lui ont permis de tripler ses surfaces d'exposition, de proposer de bonnes conditions de conservation des collections permanentes et d'accueillir le public dans des conditions optimales.  Il dispose d'un fonds de près de 3 000 pièces comportant des objets archéologiques, des peintures du XVe au XXe siècle, des œuvres contemporaines d’après les années 1960, et plusieurs centaines de photographies.

## Histoire du musée de la ville de Toulon

### La construction du "musée bibliothèque" (1883-1888)
Un premier musée est aménagé dans l'ancien hôpital civil du Saint-Esprit. Rapidement, le bâtiment devient trop exigu et son état de délabrement fait craindre un effondrement. En 1852, un décret impérial ordonne l'agrandissement de la ville. Cela se traduit par la construction de nouveaux équipements dans la "Haute Ville" de Toulon.
La destruction du rempart nord, transformé en boulevard (le boulevard Napoléon, actuel boulevard de Strasbourg), permet l’amorce de nombreux chantiers : quartiers d’habitation au nord, entre le nouveau boulevard et la nouvelle gare (l’actuelle « Haute Ville », dans le plus pur style haussmannien). Des édifices civils et culturels modernes sont bâtis : l'hôpital Chalucet en 1854, la gare ferroviaire en 1858, le Théâtre-Opéra en 1862, le lycée impérial (actuel Collège Peiresc) en 1867 ou l'Ecole Rouvière construite par Gaudensi Allar.
Le projet de construction d'un musée des beaux-arts est à l’ordre du jour depuis des années au sein des différentes municipalités, mais il est sans cesse repoussé. Pourtant, la ville dispose d’un important patrimoine (103 tableaux et 116 sculptures recensés en 1846) qui n’est exposé que dans quelques salles de l'hôtel de ville.
La décision de création d'un musée-bibliothèque est portée par le nouveau maire Henri-Armand Dutasta. Ce dernier, qui initie un grand nombre de grands travaux à Toulon — tout-à-l'égout, approvisionnement en eau potable, logements populaires, nouveaux faubourgs, percement de nouvelles et larges avenues, installation d'un tramway en 1886 décide en 1878, la création de ce musée - bibliothèque et de son implantation dans le nouveau quartier.

#### Architecture
Le projet monumental est confié à l’architecte toulonnais Stanislas Gaudensi Allar  (1841-1904), formé auprès d'Henri Espérandieu  à Marseille. Ce dernier dessine un plan en U permettant de mettre en scène les façades du musée, et d'offrir à la vue des promeneurs du nouveau boulevard un petit jardin à la française et une fontaine.
L'architecte opte pour un style néo-Renaissance, avec deux remarquables loggias au rez-de-chaussée et au premier étage du corps principal. Percées de cinq grands arcs en plein-cintre, elles inondent de lumière les galeries de circulation et l’immense escalier à double-impériale desservant les étages. Ces espaces de circulation et d’observation offrent un terrain de jeu favorable aux joutes sociales alors très à la mode. Allar puise de nombreux détails du Palais Longchamp de Marseille, notamment l'escalier monumental et les façades sur rues. La polychromie du bâtiment s'inspire de l'Opéra Garnier. 
Les deux ailes latérales du bâtiment, plus massives, s'ornent de chaînages d’angles, et s’ouvrent, sur leurs trois côtés, de larges fenêtres en plein-cintre. Leurs avant-corps sont coiffés d’un étage attique percé de petites fenêtres carrées autour desquelles sont disposés des médaillons en émail polychrome.

#### Le décor sculpté
La modernité de cet édifice réside dans la polychromie et la céramique des médaillons placés sur les façades, qui rappelle la double vocation du bâtiment : Le Savoir et l'Art. 
Les deux pavillons bordant les loggias s'ornent de quatre cariatides de pierre sculptées par André Allar (1845-1926), frère de l’architecte. Le pavillon occidental (côté musée) est orné par des allégories de La Peinture et La Sculpture, tandis que le pavillon oriental (côté bibliothèque) accueille celles de La Poésie et L'Histoire.
Le bâtiment est orné de douze médaillons en céramique émaillée par Jules Paul Loebnitz. Sur l'aile nord, côté musée, six médaillons sculptés par Émile Hugoulin représentent les artistes Jean-Honoré Fragonard, Jean Nicolas Laugier, Simon Julien, Christophe Veyrier, Bernard Turreau, dit Toro, et Joseph Louis Hubac qui sont tous toulonnais à l'exception de Fragonard. Sur l'aile sud, côté bibliothèque, six médaillons sculptés par Victorien Bastet représentent les écrivains Honoré-Gabriel Riquetti de Mirabeau, Jean-Baptiste Massillon, Pierre Gassendi, Jean-Jacques Barthélemy, Luc de Clapiers, marquis de Vauvenargues et Louis Moréri. Dans la cour d'entrée, à l'intérieur du U, se trouvent deux bustes sculptés par Benoît Lucien Hercule représentant sur l'aile nord le célèbre sculpteur et peintre Pierre Puget à qui la ville de Toulon doit ses célèbres Atlantes qui se trouvent à l'entrée de l'Hôtel de ville historique côté port. Face à lui se tient le buste de Nicolas-Claude Fabri de Peiresc (1580-1637), « prince de la république des lettres », astronome et humaniste, incarnation de l'esprit scientifique .
Les cinq arcades de la galerie sont surmontées d'agrafes représentant la Sculpture, l'Astronomie, Minerve, le Commerce maritime et la Prospérité. En haut de la façade, un groupe sculpté par Lange Guglielmo figure une paysanne et un pêcheur soutenant les armoiries révolutionnaires de Toulon. 
A l'intérieur, les escaliers ont aussi été agrémentés de sculptures placées dans des niches , mais aussi de grandes peintures décoratives illustrant des scènes agrestes (La moisson par Octave Gallian, La cueillette des olives par Frédéric Montenard, Le port marchand à Toulon par Eugène Dauphin) et des portraits d'artistes (Portrait de Félix Brun par Auguste Laugier).

Médaillons de la corniche
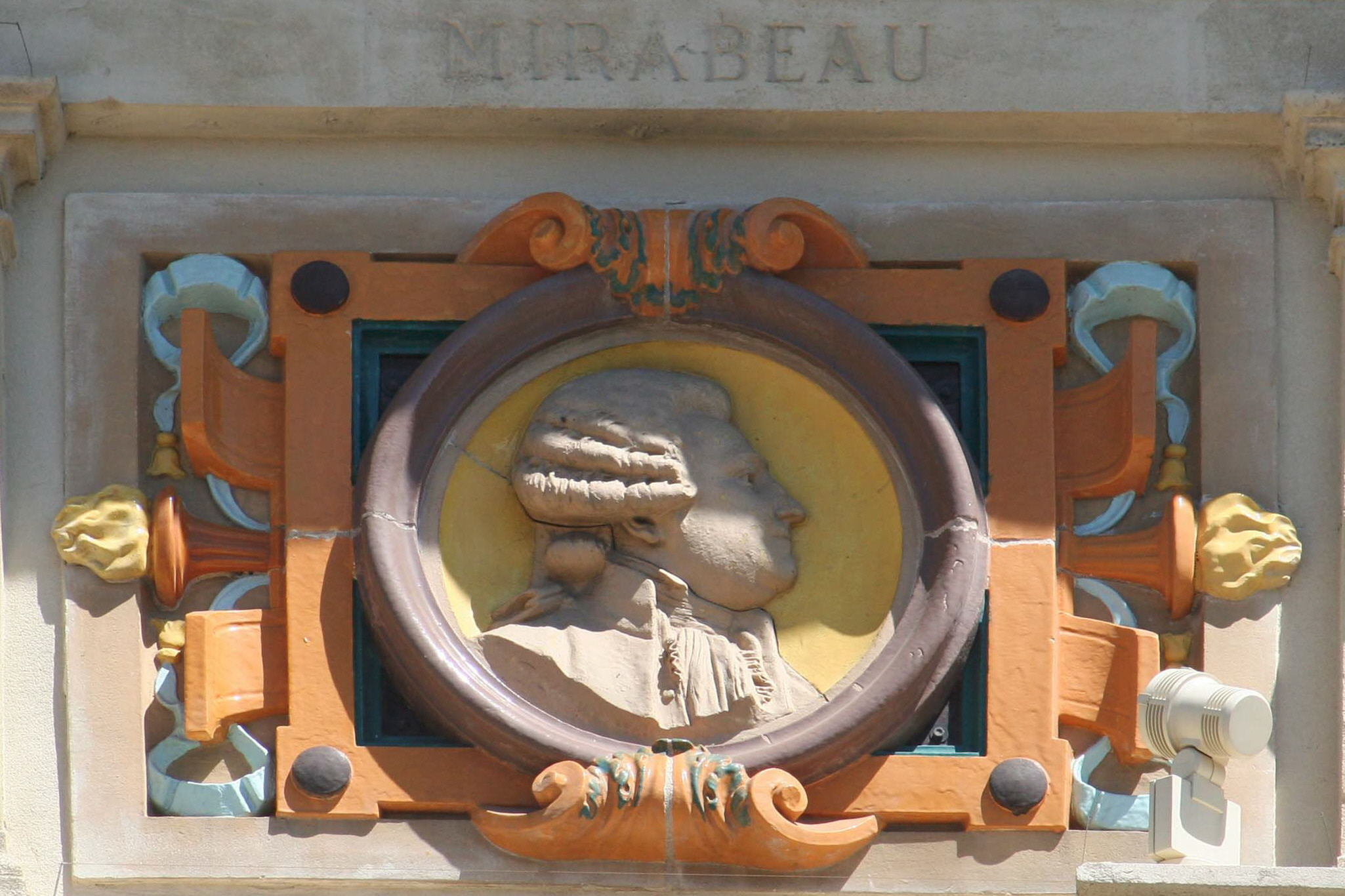
Victorien Bastet, Mirabeau.
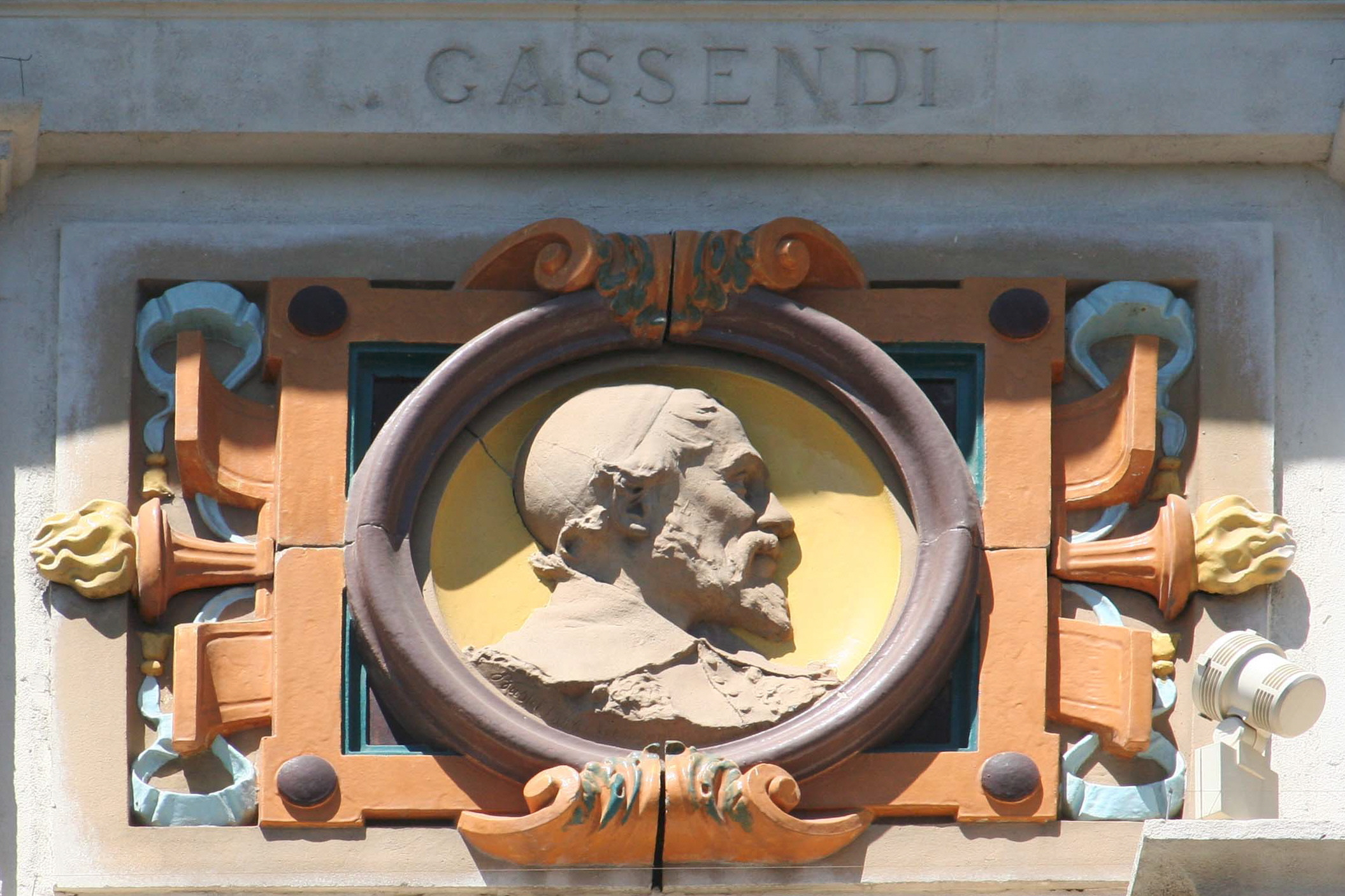
Victorien Bastet, Pierre Gassendi.
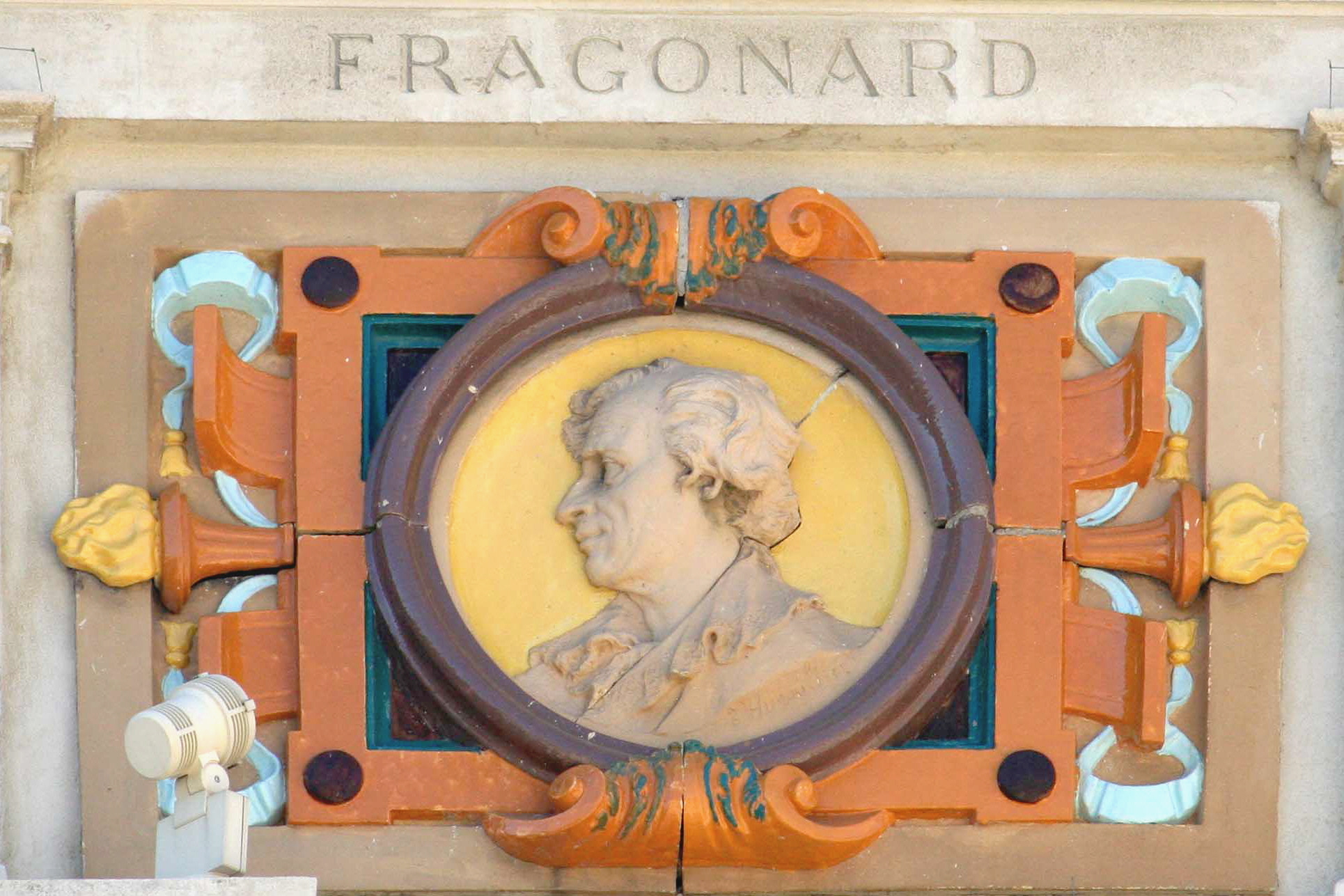
Émile Hugoulin, Fragonard.
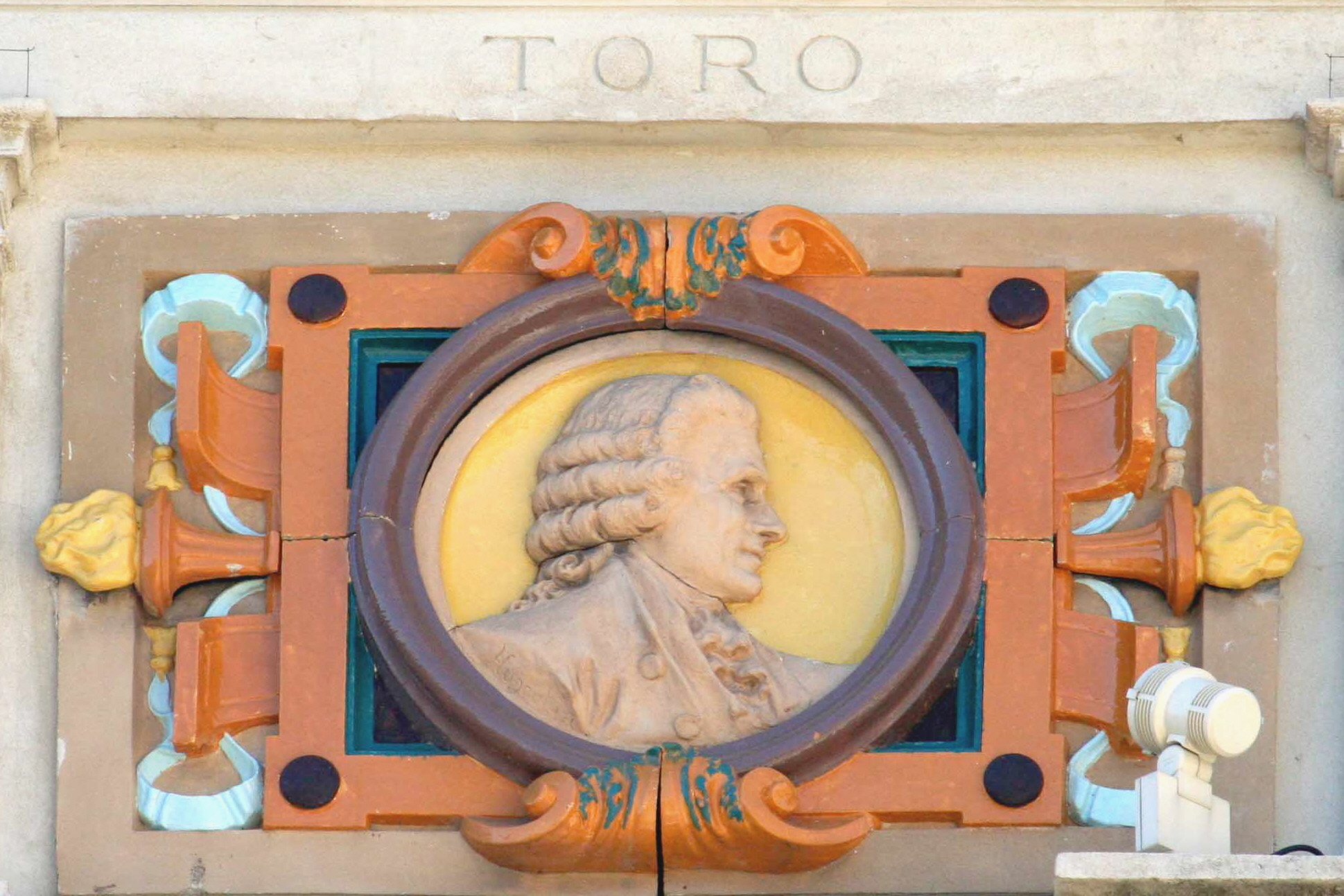
Émile Hugoulin, Bernard Turreau dit « Toro ».

### Du musée des Beaux-arts au musée d'Art et d'Histoire
En 1939, la partie la plus précieuse des collections est déposée au musée de Nice. Toutefois, les conditions de conservation des œuvres et le bâtiment se dégradent durant la guerre. Des travaux entamés dès la fin de la guerre permettent une réouverture partielle du musée en 1948. Des travaux de réfection de la toiture et des vitrages sont réalisés en 1953. Le départ des collections du musée naval dans les années 1950 permet une nouvelle présentation des collections dans les salles du rez-de-chaussée. En 1957, les salles de peintures et d'archéologie du musée, devenu "Musée d'Art et d'Histoire", sont inaugurées. A partir de 1965, une salle d'exposition permanente de peinture contemporaine est ouverte. 

### 1979: tournant radical de la muséographie vers l'Art contemporain
Au début des années 80, le musée oriente sa muséographie vers l'Art contemporain postérieur à 1960. La municipalité réalise des achats d'œuvres d'artistes contemporains renommés. Cette nouvelle réflexion s'accompagne d'un projet de rénovation des locaux. La grande salle à l'Ouest du rez-de-chaussée est désormais réservée aux expositions temporaires. Des réserves dotées de matériels modernes et fonctionnels sont créées dans la salle centrale du rez-de-chaussée.

### 1984: vers un nouvel équilibre entre Art ancien et Art Contemporain
En 1984, une campagne de restauration et d'étude scientifique des œuvres d'art ancien est entreprise. L'important fonds de peinture provençale est restauré et mis en valeur : un catalogue scientifique est réalisé en 1985 à l'occasion de l'exposition La peinture en Provence. En 1988, le musée célèbre ses 100 ans d'existence, et depuis les années 1990, le musée d'Art alterne entre expositions temporaires thématiques des collections de peinture ancienne et plus particulièrement de l'Ecole provençale, et exposition d'art contemporain. 

### Le musée d'Art de Toulon dans les années 2000
Le musée d'Art est labellisé Musée de France en 2002. Il figure dans le paysage culturel de la ville et de l'agglomération comme un des principaux établissements culturels du Var. Son identité est à la fois caractérisée par l'importance de sa collection d'œuvre d'art ancien mais aussi par le large éventail des œuvres d'art contemporain. Au total plus de 4500 œuvres se répartissent entre peinture, sculpture, arts graphiques, photographie, objets ethnographiques et archéologiques ainsi que du mobilier. Une cohérence thématique et une rotation régulière des collections sont assurées, malgré l'absence de salle d'exposition permanente. En même temps, une campagne de restauration et de mise en valeur des collections est menée par la direction du musée sous forme notamment de publication de guides.

### Le M.A.T: un musée du XXIème siècle
Les travaux de réhabilitation conduits à partir de 2018 par le cabinet d'architectes Duchier et associés avec l'assistance de Philippe Maffre pour la conception scénographique, permettent de doter la ville de Toulon d'un musée à la hauteur de la capitale culturelle du Var. Les salles d'exposition totalement rénovées et agrandies (plus de 500 m2 supplémentaires) permettent de mettre en valeur de façon permanente une partie de ses collections d'art ancien et contemporain sous la forme de thématiques fortes et représentatives du fonds.
Une salle d'exposition est dédiée à la peinture de paysage, allant du paysage classique de la fin du XVIIIe siècle au paysage fauve, en passant par le paysage en Provence. Une autre salle est consacrée à la peinture orientaliste représentée par des artistes nationaux et provençaux. L'art contemporain bénéficie aussi d'une exposition sur deux salles qui présentent autant des œuvres d'artistes nationaux (césar, Arman) qu'internationaux (Klein, Saint-Phalle, Sol Lewitt) ainsi que les principaux mouvements artistiques depuis les années 1960.
Enfin, deux cabinets sont spécialement consacrés l'un aux arts graphiques et aux photographies, l'autre aux objets ethnographiques. Le Cabinet de curiosités, installé dans la bibliothèque historique (elle aussi rénovée), permet ainsi de montrer une partie de la collection d'objets auparavant jamais exposés au public.

#### Les collections
Le musée d’Art de Toulon bénéficie d’un fonds particulièrement riche et varié.
Les œuvres anciennes abondent, sous la forme de nombreuses peintures allant du XVe au début du XXe siècle. Les peintres provençaux, majoritairement des paysagistes, y sont à l’honneur comme Paul Guigou, Auguste Aiguier, Félix Ziem, Adolphe Monticelli. Ils accompagnent le plus célèbre d’entre eux : le toulonnais Vincent Courdouan (1810-1893). Les fauves de Provence y occupent aussi une place de choix : Auguste Chabaud, René Seyssaud, Louis-Mathieu Verdilhan, Pierre Ambrogiani…
À ces œuvres s'ajoute une importante collection d’art contemporain constituée à la fin des années 1980. Elle compte de nombreuses et prestigieuses signatures du Nouveau Réalisme (Arman, César, Christo, Yves Klein, Martial Raysse), du minimalisme (Donald Judd, Sol LeWitt), de Supports/Surfaces (Louis Cane, Daniel Dezeuze, Claude Viallat), ou d’autres courants (François Arnal, Louis Chacaliss, Hervé Télémaque, Daniel Buren, Ben Vautier…)
Les collections sont également riches d’un fonds photographique de près de 400 œuvres, signées Edward Steichen, Man Ray, Henri Cartier-Bresson, Willy Ronis…

##### XVeetXVIesiècles
- École de Joachim Bueckelaer (Anvers, vers 1530 – vers 1574) : La Cuisinière, huile sur bois, 105 × 74 cm[MT 2].
- Francesco Granacci (Florence, 1477 – 1543) : Vierge à l'Enfant avec Saint-Jean-Baptiste, huile sur bois, 106 × 78 cm[MT 3].
- Kerstiaen de Keuninck (Courtrai ? – Anvers, 1635).
- Tuccio di Andria (it) (Savone, vers 1487) : Jésus et les Apôtres, huile sur bois, 23 × 210 cm[MT 4].
- Maarten de Vos (Anvers, 1532 – 1603) : Triomphe de David, huile sur bois, 92 × 125 cm[MT 5].

- Œuvres des XVIe et XVIIe siècles

Œuvres des
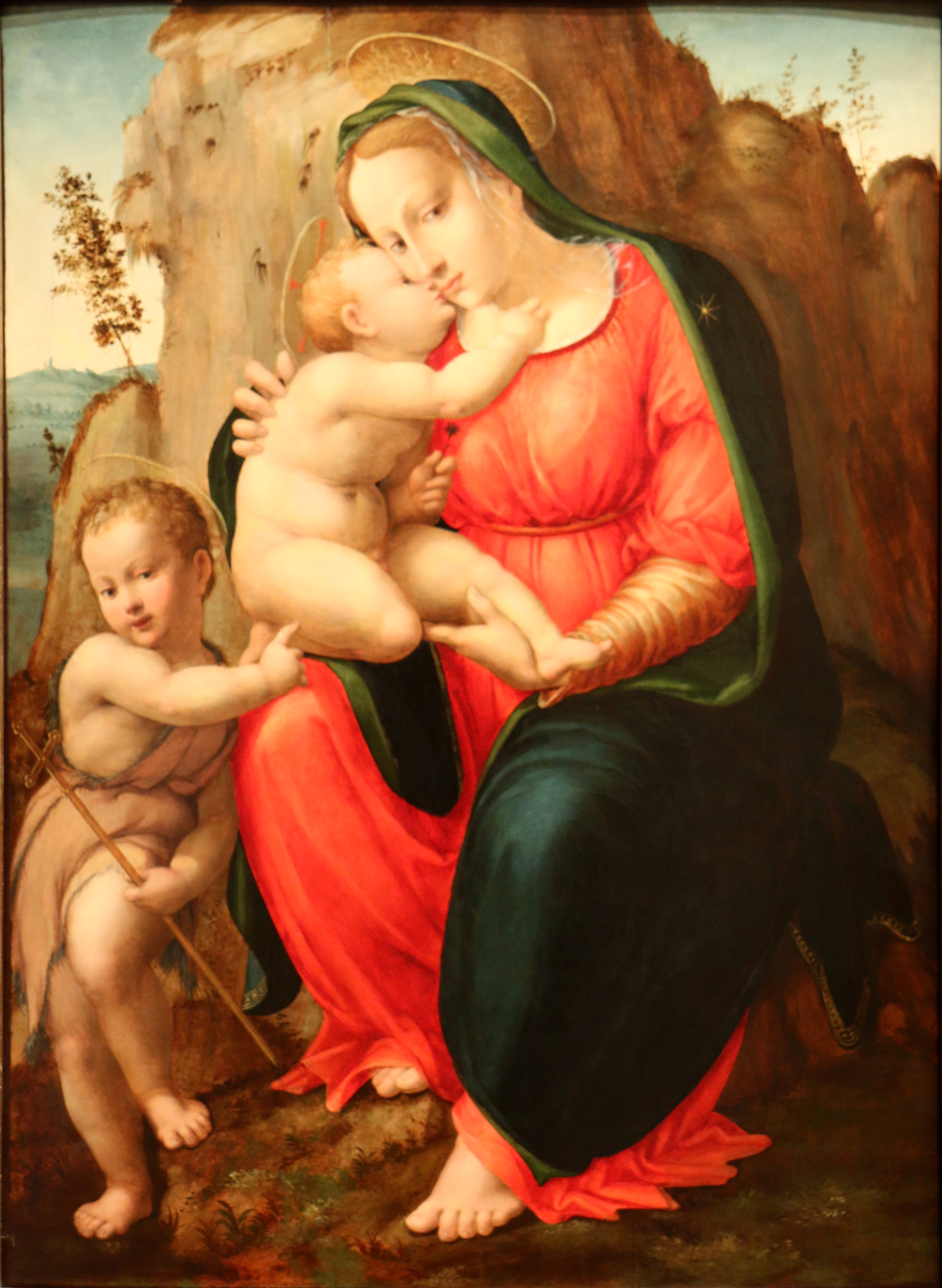
Francesco Granacci, Vierge à l'Enfant.
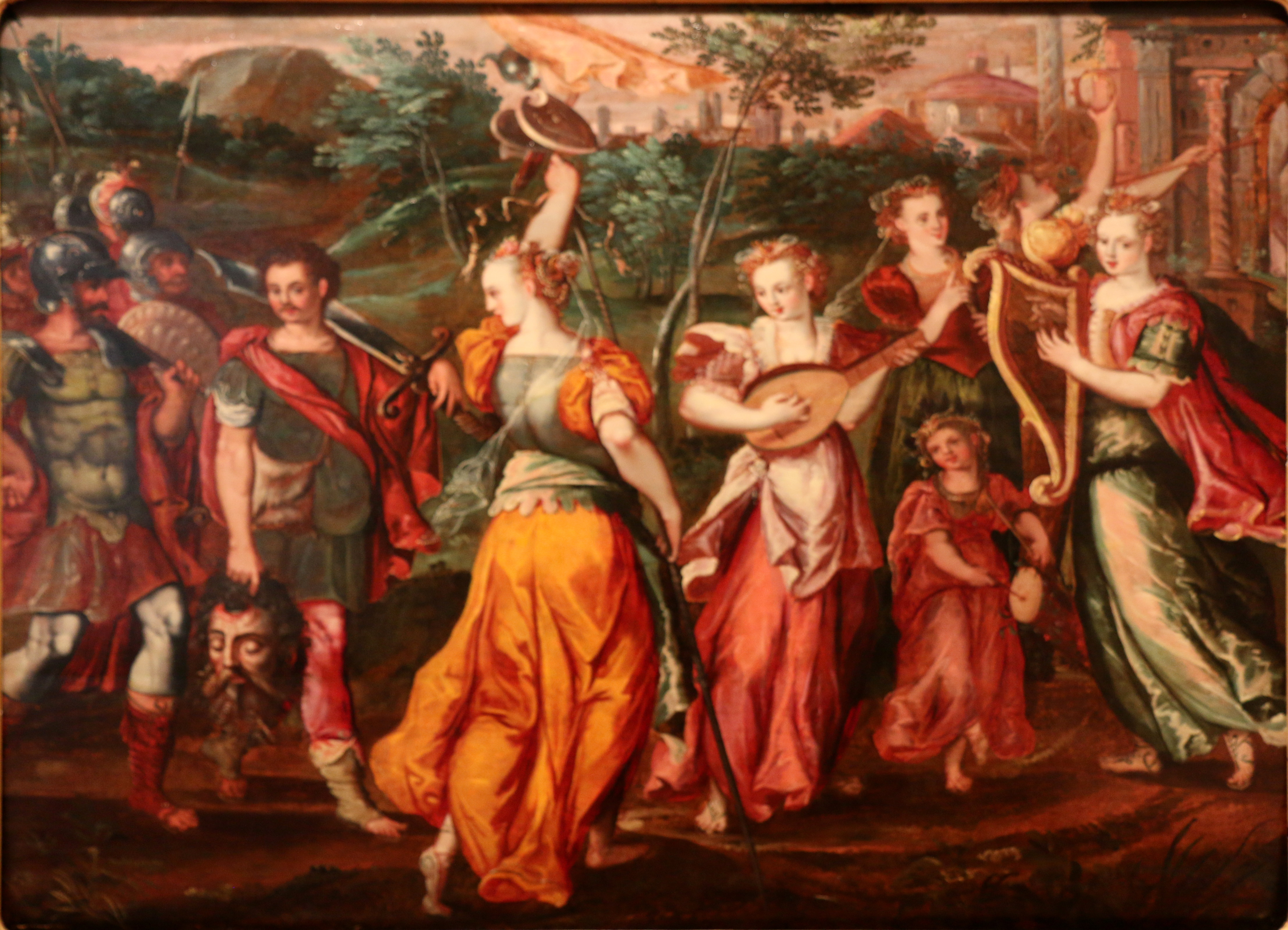
Maarten de Vos, Triomphe de David.

##### XVIIesiècle
- Guillaume Courtois (Saint-Hippolyte, 1628 – Rome, 1679) : Le Roi Acab et le prophète Élie sur le Mont Carmel, huile sur toile, 147 × 117 cm[MT 6].
- École de Gaspard Dughet dit Gaspard Poussin (Rome, 1615 – 1675) : Paysage avec rivière, huile sur toile, 55 × 67 cm[MT 7].
- Laurent Fauchier (Aix-en-Provence, 1643 – 1672) : Portrait d'un magistrat[PP 1].
- Giovanni Ghisolfi (Milan, 1632 – 1683), attribution : Marine et architecture, huile sur toile, 73 × 136 cm[MT 8].
- Francesco Graziani (Rome 2e moitié XVIIe siècle) : Choc de Cavalerie, huile sur toile, 21 × 50 cm[MT 4].
- Gerrit van Honthorst (Utrecht, 1590 – 1656), école : Le Buveur, huile sur toile, 75 × 60 cm[MT 9].
- Charles de La Fosse (Paris, 1636 – 1716) : Acis et Galathée.
- Pascal de La Rose (Toulon, 1665 – 1745) ; Chantier de constructions navales 1708[PP 2].
- Nicolas de Largillierre (Paris, 1656 - Paris, 1746) : Portrait de femme en buste.
- Conte Meiffren dit Meiffren Conte (Marseille, vers 1630 – vers 1705) : Vase en métal ciselé et riches étoffes[PP 3].
- Joseph Parrocel (Brignoles, 1646 – Aix-en-Provence, 1704) : Le Cavalier et son guide[PP 4].
- Pierre Puget (Marseille, 1620 – 1694) : Galère tirant le canon, plume lavis d'encre de Chine sur vélin, 19 × 33 cm[PP 5].
- Michel Serre (Tarragone, 1658 – Marseille, 1733) :
  - Bacchus et Ariane, huile sur toile, 180 × 300 cm[MT 10] ;
  - Bacchus et Ariane quittant l'île de Naxos, huile sur toile, 180 × 300 cm[MT 10].
- Massimo Stanzione (Orta di Atella, 1585 – Naples, 1656) : Le Christ à la colonne, huile sur toile, 150 × 110 cm[MT 11].
- François de Troy (Toulouse, 1645 – Paris, 1730) : Portrait d'homme jouant avec son chien, huile sur toile, 140 × 102 cm[MT 12].
- Christophe Veyrier (Trets, 1637 – Toulon, 1689).
- Jan Victors (Amsterdam, 1620 – Indes néerlandaises, 1676).

##### XVIIIesiècle
- Jean-Pancrace Chastel (Avignon, 1726 – Aix-en-Provence, 1793).
- Jean-Honoré Fragonard (Grasse, 1753 – Paris, 1806) : L'Amour embrasant l'Univers, huile sur toile, 116 × 145 cm, vers 1770[PP 6].
- Noël Hallé (Paris, 1711 – 1781).
- Jean Henry dit Henry d’Arles (Arles, 1734 – Marseille, 1784) : Entrée de port[PP 7] ; Marine pittoresque[PP 8].
- Simon Julien (Toulon, 1735 – Paris, 1800) :
  - Mort de Virginie, huile sur toile, 46 × 66 cm[PP 9] ;
  - Autoportrait, huile sur toile, 66 × 55 cm[PP 10] ; Portrait de Laurent et Geneviève Declar[PP 10] ;
  - Triomphe d'Aurélien, huile sur toile, 60 × 96 cm[PP 11] ;
  - Composition allégorique sur les arts, plume et encre brune, rehauts de gouache blanche sur papier chamois, 46 × 60 cm[PP 9] ;
  - Moïse recevant les tables de la loi, eau forte sur papier, 31 × 47 cm[PP 12].
- Charles François Lacroix de Marseille (Marseille, vers 1700-1720 – Berlin, 1782) :
  - Brume du matin, huile sur toile, 45 × 70 cm[PP 13] ;
  - Effet de soleil brumeux, huile sur toile, 34 × 47 cm[PP 14].
- Honoré Revelly (Actif à Marseille de 1756 à 1790) : Portrait de Verdussen et de sa femme, huile sur toile, 169 × 145 cm[PP 15].
- Hubert Robert (Paris, 1733 – 1808).
- Charles Amédée Philippe van Loo ou son atelier (Turin, 1719 – Paris, 1795).
- Jean-Baptiste van Loo (Aix-en-Provence, 1684 – 1745) : Le Bain de Diane, huile sur toile, 102 × 163 cm[PP 16].
- Jean Raoux (Montpellier, 1677 - Paris, 1734) : Jeune fille lisant.
- Claude Joseph Vernet (Avignon, 1714 – Paris, 1789) : Le Torrent, huile sur toile, 76 × 103 cm[MT 13].
- Pierre-Jacques Volaire dit Le Chevalier Volaire (Toulon, 1729 – Naples, 1799) :
  - La Cascade, huile sur toile, 98 × 137 cm[PP 17] ;
  - Éruption du Vésuve, huile sur toile, 99 × 65 cm[PP 18].
- Caspar van Wittel (Utrecht, 1653 – Rome, 1736).

Œuvres du XVIIIe siècle
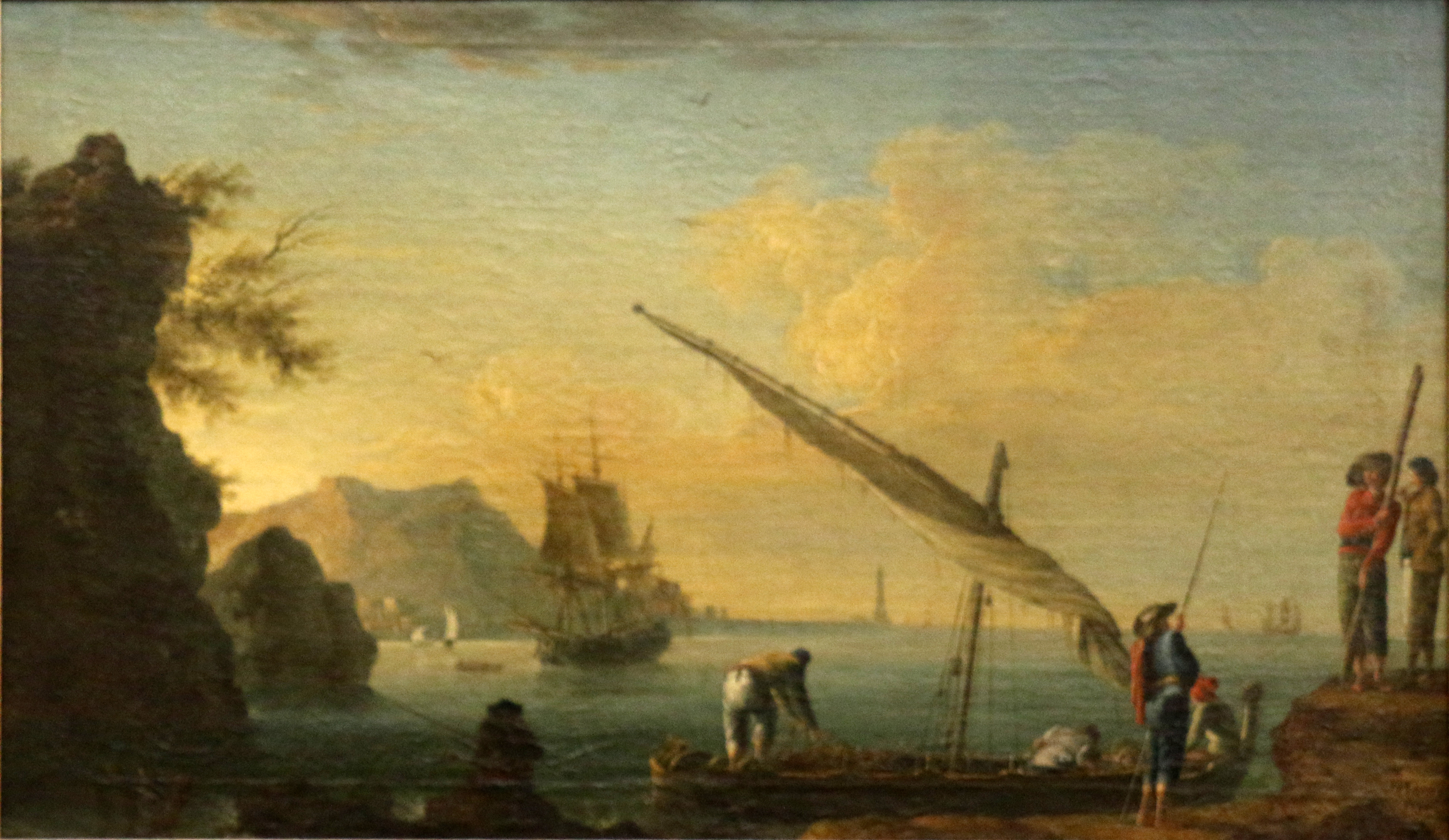
Henry d'Arles, Entrée de port.
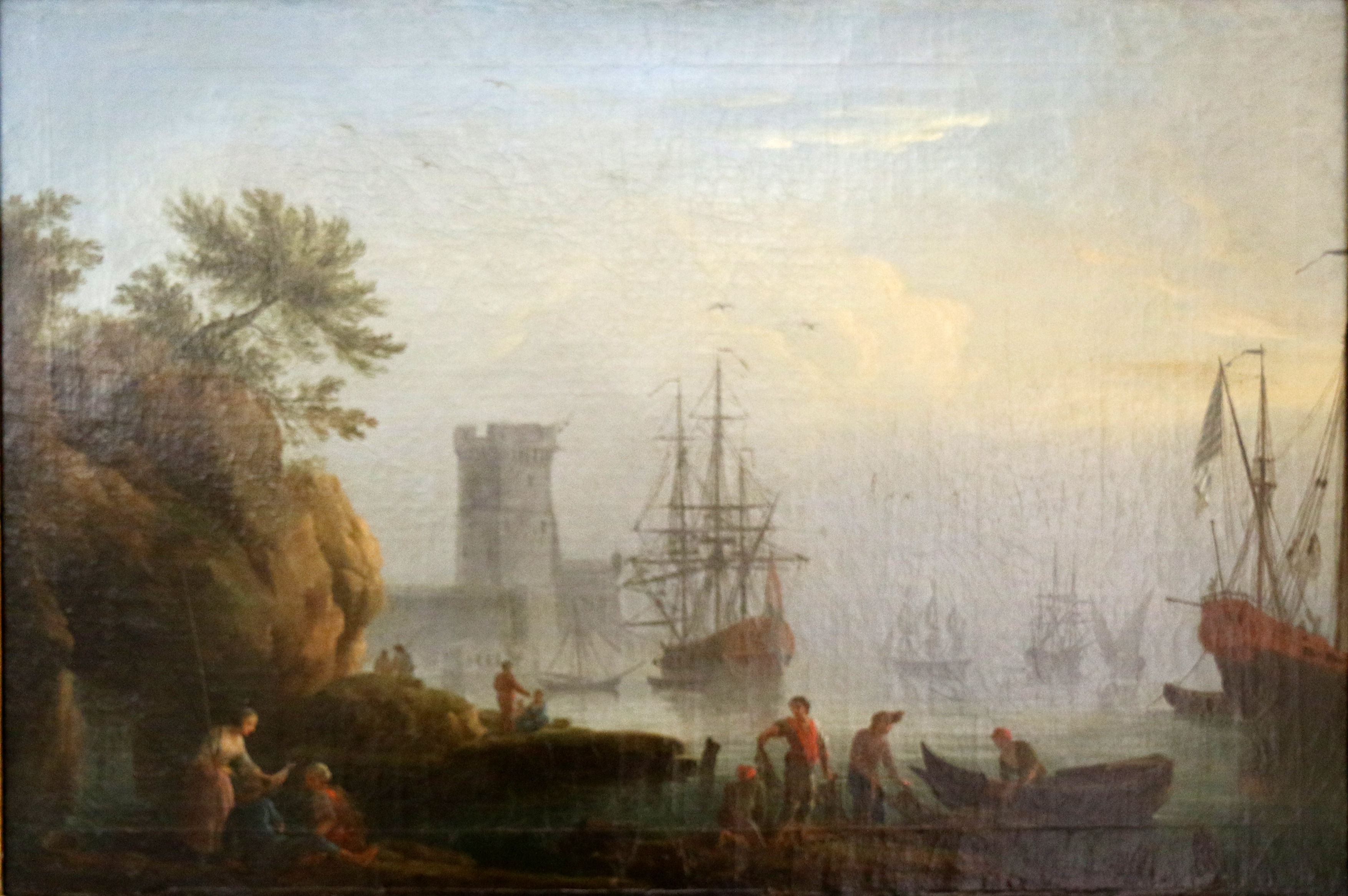
Charles François Lacroix de Marseille, Brume du matin.
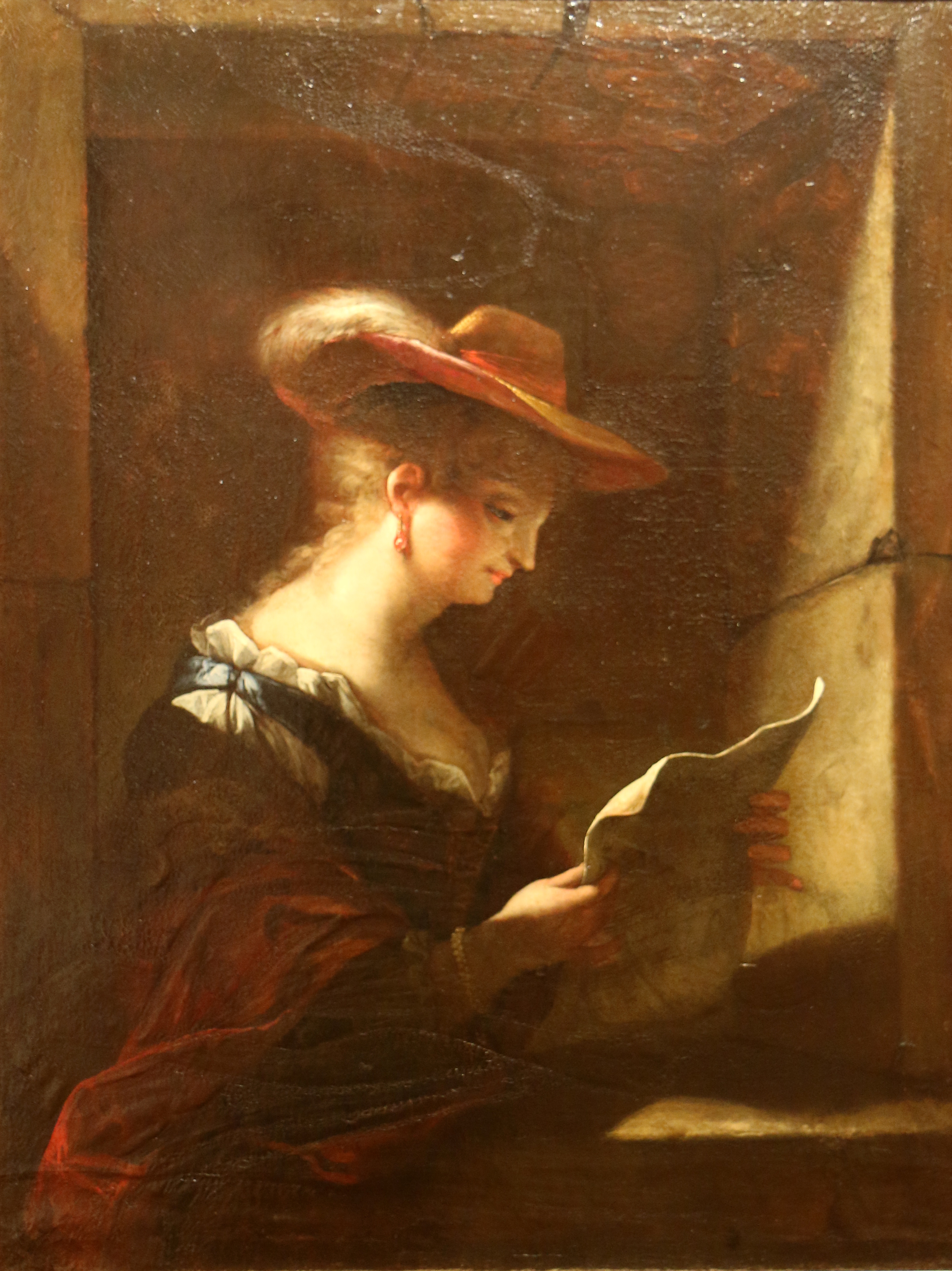
Jean Raoux, Jeune fille lisant

##### XIXesiècle
- Auguste Aiguier (Toulon, 1814 – La Garde, 1865) :
  - Soirée d'automne aux Catalans, Marseille, huile sur toile, 76 × 155 cm[PP 19] ;
  - Les Tamaris, rade de Toulon, huile sur toile, 97 × 157 cm[PP 20] ;
  - Le Passage pris à Riemay, huile sur toile, 27 × 35,4 cm.
- Jean-Victor Bertin (Paris, 1767 – 1842) : Paysage italien.
- Albert Besnard (Paris, 1849 – 1934).
- Charles Adolphe Bonnegrace (Toulouse, 1808 – Montmirail, 1882) :
  - Jeune Femme en robe noire, huile sur toile, 117 × 90 cm[PP 21] ;
  - Autoportrait, huile sur toile, 74 × 60 cm[PP 22] ;
  - Portrait de M. Pons Peyruc, huile sur toile, 92 × 73 cm[PP 23] ;
  - Portrait de Mme Pons Peyruc, huile sur toile, 92 × 73 cm[PP 24].
- François Bonvin (Paris, 1817 – Saint-Germain-en-Laye, 1887) : Nature morte.
- Fabius Brest (Marseille, 1823 – 1900) : Le Plan d'Aups.
- Louis-Hilaire Carrand (Lyon, 1821 – 1899) : Paysage, huile sur bois.
- Eugène Carrière (Gournay, 1849 – Paris, 1906).
- Alfred Casile (Marseille, 1848 – 1909) : Bord de l'Escaut à Anvers, huile sur toile, 48 × 65 cm[PP 25].
- Louis Cauvin (Toulon, 1816 – 1900) :
  - Le Brusc, huile sur toile, 81 × 130 cm[PP 26] ;
  - Les Moines à la Sainte-Baume ;
  - Baie de Magaud, huile sur toile, 94 × 165 cm[MT 14] ;
  - Retour de pêche aux Sablettes, aquarelle, 92 × 50 cm[PP 27].
- Charles Ferdinand Ceramano (Tielt, 1831- Barbizon, 1909) : Charlemagne et Roland au mont Ussy, huile sur toile, 211 × 301[cm.
- Jules Chéret (Paris, 1836 - Nice, 1932) : Femme à l'éventail, pastel sur toile, 61 × 50 cm[PP 28].
- Camille Claudel (La Fère-en-Tardenois, 1864 – Montfavet, 1943).
- Louis-Joseph-Raphaël Collin (Paris, 1850 – Brionne, 1916).
- Vincent Courdouan (Toulon, 1810 – 1893) :
  - Le Combat du Romulus, huile sur toile, 113 × 172 cm[MT 15] ;
  - Rade de Toulon, vue des Sablettes ;
  - Vue d'Alexandrie, huile sur toile, 1868 ;
  - La Vallée des angoisses, huile sur bois, 100 × 161 cm[MT 16] ;
  - La Ponche à Saint-Tropez ;
  - Les Bords de l'Argens, huile sur toile, 80 × 140 cm.
- Eugène-Baptiste Emile Dauphin (Toulon, 1857 – Paris, 1930) :
  - Les Sablettes, huile sur toile, 109 × 198 cm[MT 17] ;
  - La Patache, huile sur toile, 60 × 81 cm[PP 29] ;
  - Clair de lune, huile sur toile, 38 × 55 cm[PP 29] ;
  - La Rade de Toulon, huile sur toile, 115 × 145 cm[PP 30].
- Jacques-Louis David (Paris, 1748 – Bruxelles, 1825) : Portrait de Zénaïde et Charlotte Bonaparte, huile sur toile, 130 × 100 cm[MT 18].
- Pierre-Joseph Dedreux-Dorcy (Paris, 1789 – Bellevue, 1874) : Jeune fille, huile sur toile[MT 7].
- Alexandre Degoffe (Paris, 1805 – 1882).
- Gustave Doré (Strasbourg, 1832 – Paris, 1883) :
  - Torrent de montagne, huile sur toile, 92 × 166 cm[MT 19] ;
  - Paysage avec troupeau, huile sur toile, 94 × 168,5 cm.
- Ernest Ange Duez (Paris, 1843 – Saint-Germain, 1896).
- Francisque Duret (Paris, 1804 – 1865).
- Marius Engalière : Vue Générale de Grenade prise sur la route de Malaga, huile sur toile, 45 × 64 cm[PP 31], ce tableau est la réplique en format plus réduit de celui du musée des Beaux-Arts de Marseille.
- Octave Gallian (Toulon, 1855 - Paris, 1918) :
  - Femme à la sellette ;
  - Jeune fille assise au Mourillon ;
  - Portrait de Marie Chabaud.
- Gustave Garaud (Toulon, 1844 - Nice, 1914) : Bord de rivière, huile sur toile, 129 × 200 cm[MT 20].
- Joseph Garibaldi (Marseille, 1863 – 1941) : Port de Sanary.
- Pierre François Eugène Giraud (Paris, 1806 – 1881) : Danseuse au Caire.
- Cyprian Godebski (Méry-sur-Cher, 1835 – Paris, 1909).
- François Marius Granet (Aix-en-Provence, 1775 – 1849).
- Prosper Grésy (Boulogne-sur-Mer, 1804 – Nice, 1874) : Paysage avec lavandières.
- Paulin Guérin (Toulon, 1783 – Paris, 1855) :
  - Portrait de Madame Guérin ;
  - Portrait de Madame Guérin, jeune fille ;
  - Portrait de la femme de l'artiste ;
  - Portrait d'Isabelle Guérin ;
  - Anchise et Vénus, ou les amours de Pâris et Hélène, huile sur toile, 154 × 128 cm[MT 21].
- Lange Guglielmo (Toulon, 1839 - ?).
- Paul Guigou (Villars, 1834 – Paris, 1871) : Bords de l'Arc.
- Henri Harpignies (Valenciennes, 1819 – Saint-Privé, 1916) : Paysage provençal, huile sur bois, 42,5 × 54 cm.
- Jules Laurens (Carpentras, 1825 - Carpentras, 1901) : Village fortifié de Lasguirt dans le Korassan (1863), huile sur toile, 115 × 168 cm[PP 32].
- Jean-Jacques Le Barbier (Rouen, 1738 - Paris, 1826) : Portrair de Madame Roland.
- Adolphe Pierre Leleux (Paris, 1812 – 1891).
- Pierre-Adrien-Pascal Lehoux (Paris, 1844 - Paris, 1896) : En déroute, huile sur toile, 301 × 171 cm[MT 22].
- Émile Loubon (Aix-en-Provence, 1809 – Marseille, 1863) :
  - Retour de troupeau ;
  - La route de Nice à Marseille,
- Georges Michel (Paris, 1763 – 1843).
- Frédéric Montenard (Paris, 1849 – Besse-sur-Issole, 1926) :
  - Joutes au port de Toulon, huile sur toile, 127 × 205 cm[PP 33] ;
  - Le Port-Marchand de Toulon, huile sur toile, 220 × 147 cm[MT 23].
- Adolphe Joseph Thomas Monticelli (Marseille, 1824 – 1886) :
  - Psyché distribuant des bijoux à ses sœurs, huile sur toile, 65 × 92 cm[PP 34] ;
  - Scène de parc.
- François Nardi (Nice, 1861 – Toulon, 1936) :
  - La >Rade de Toulon, effet de mistral, huile sur toile, 96 × 162 cm[PP 35] ;
  - Tartane rouge au fond du port et quai de la consigne, huile sur toile, 65 × 46 cm.
- Jean-Baptiste Olive (Marseille, 1848 – Paris, 1936) : Calanque d'En-Vau.
- Isidore Patrois (Noyers, 1815 - Paris, 1884) : Le Printemps de la Vie, Jeunes Filles russes, huile sur toile, 114 × 78 cm[MT 24].
- André Paulin Bertrand (Toulon, 1852 – La Garde, 1940) :
  - Les Pins penchés à Carqueiranne ;
  - Napolitaine au tambour basque.
- Jean Pezous (Toulon, 1815 – Paris, 1885) :
  - Interrogatoire de police, fusain rehaussé de craie blanche sur papier chamoix, 26 × 24 cm[PP 36] ;
  - La Partie de dames, huile sur panneau, 23 × 35 cm[PP 37] ;
  - Cavaliers jouant aux cartes, huile sur carton, 12 × 19 cm[PP 37].
- Raphaël Ponson (Solliès-Pont, 1835 – Marseille, 1904) :
  - Sous-bois à Sainte-Marguerite ;
  - Le retour des pêcheurs, huile sur toile, 52 × 100 cm.
- Antoine Claude Ponthus-Cinier (Lyon, 1812 - 1885) : Paysage avec cascade, huile sur toile, 92 × 73 cm.
- François-Auguste Ravier (Lyon, 1814 – Morestel, 1895).
- Jean-Charles-Joseph Rémond (Paris, 1795 – 1875) : Les Sources de Royat.
- Théodule Ribot (Saint-Nicolas-d’Attez, 1823 – Colombes, 1891) : Nature morte, huile sur toile, 38 × 46 cm[MT 25].
- Auguste Rodin (Paris, 1840 – Meudon, 1917).
- Camille Roqueplan (Mallemort, 1803 – Paris, 1855) : Coup de vent et diligence (1839), huile sur toile, 79 × 119 cm.
- Adélaïde Salles-Wagner (Dresde, 1825 - Paris, 1890) : Sainte Madeleine bercée par les anges (1868), huile sur toile, 177 × 233 cm[MT 26].
- Charles de Tournemine (Toulon, 1812 – 1872) : Rue conduisant au bazar à Chabran-el-Kébir, huile sur toile, 90 × 180 cm[MT 27].
- Hendrik Voogd (Amsterdam, 1766 ou 1767 – Rome, 1839) : Paysage d'Italie, huile sur toile, 100 × 80 cm.
- Félix Ziem (Beaune, 1821 – Paris, 1911) :
  - Effet de soleil à Venise, huile sur toile, 48 × 36 cm[PP 38] ;
  - Venise, Notre-Dame de la Salute, huile sur toile, 41 × 60 cm[PP 39] ;
  - Le Bucentaure, huile sur toile, 62 × 93 cm[PP 40] ;
  - Bords du Bosphore, huile sur toile, 63 × 81 cm[PP 41] ;
  - Bord de mer ;
  - L'Église des Gesuati, La Giudecca, huile sur toile, 54 × 75 cm.

Œuvres du XIXe siècle
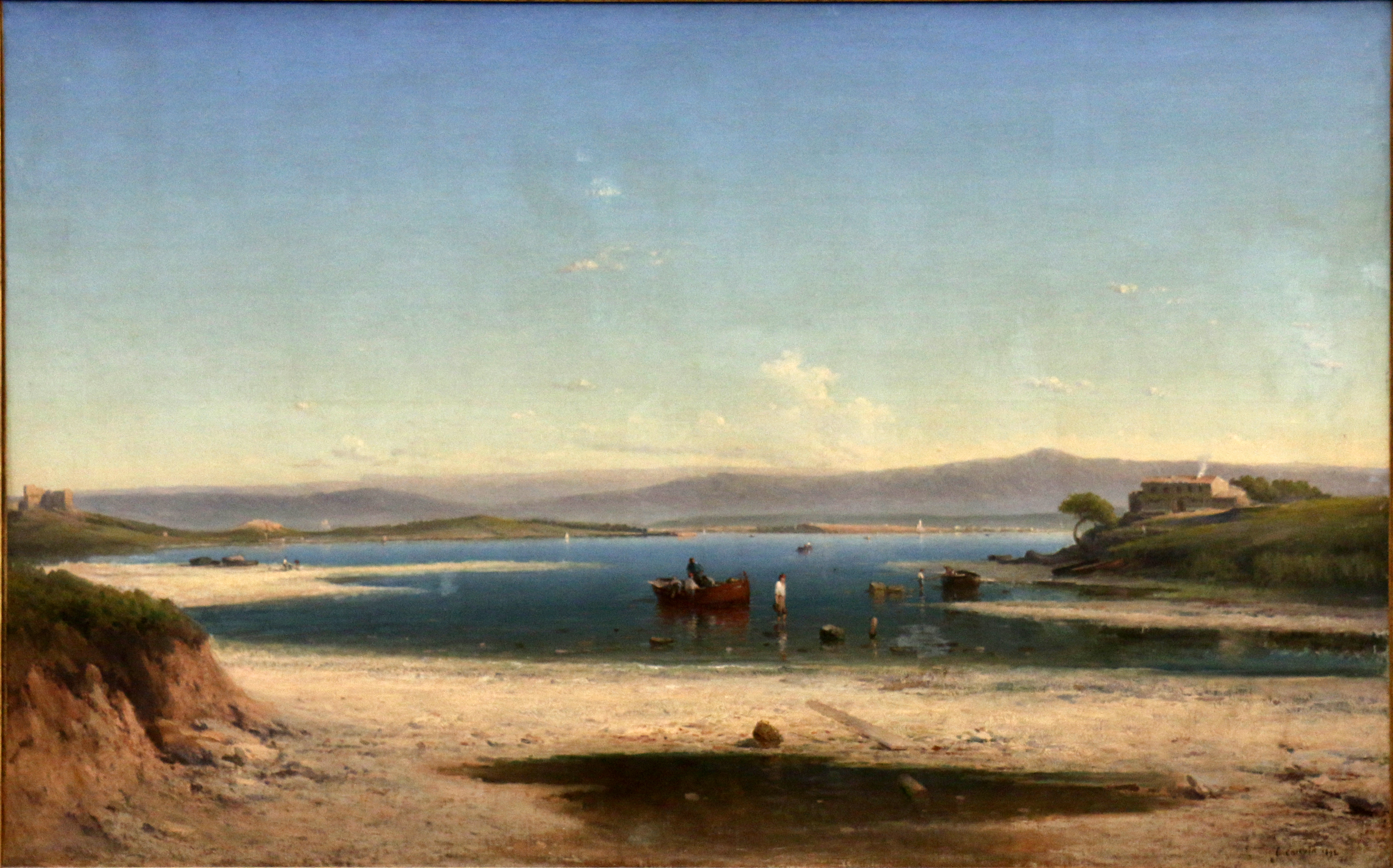
Louis Cauvin, Le Brusc.
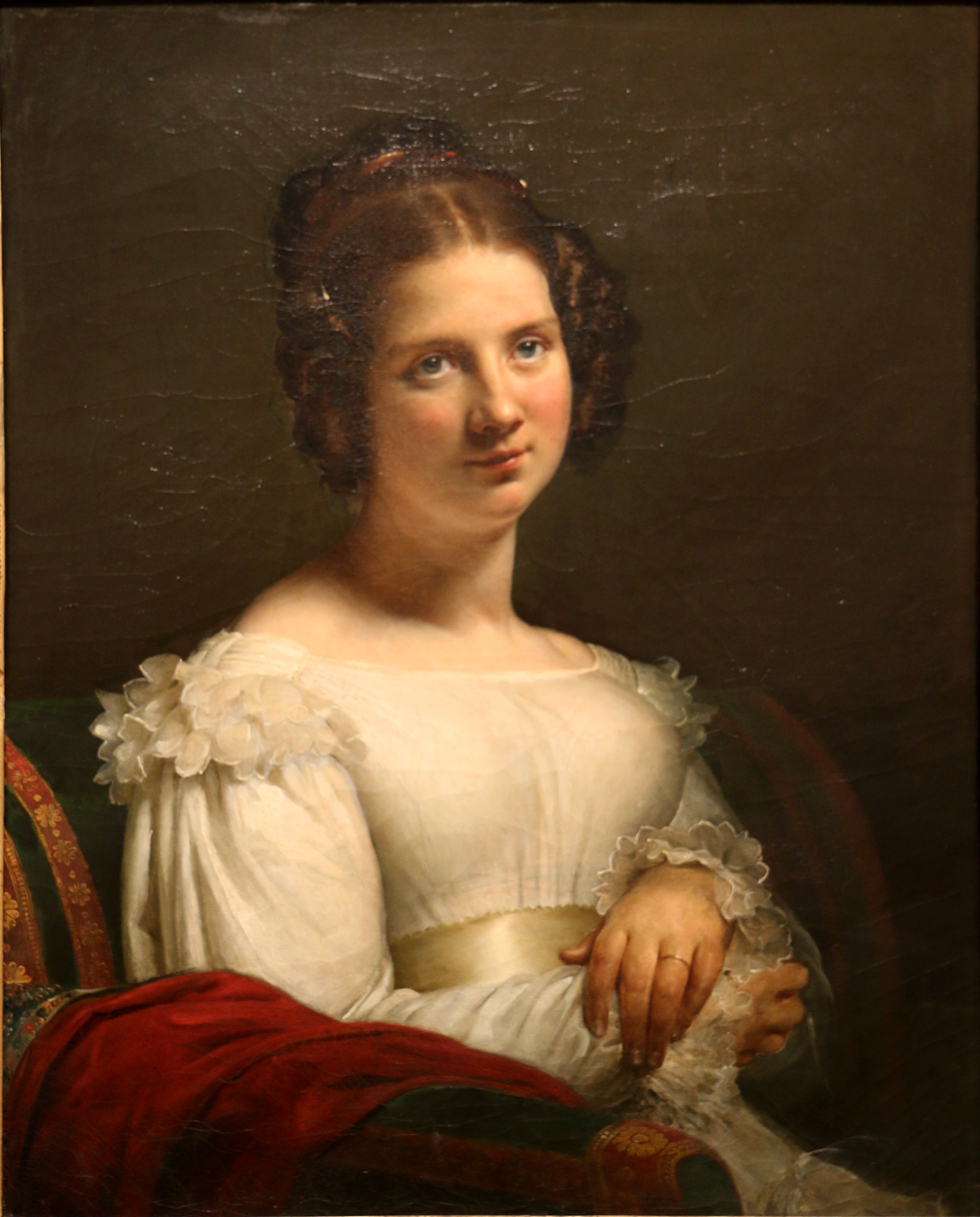
Jean-Baptiste Paulin Guérin, Portrait de la femme de l'artiste.
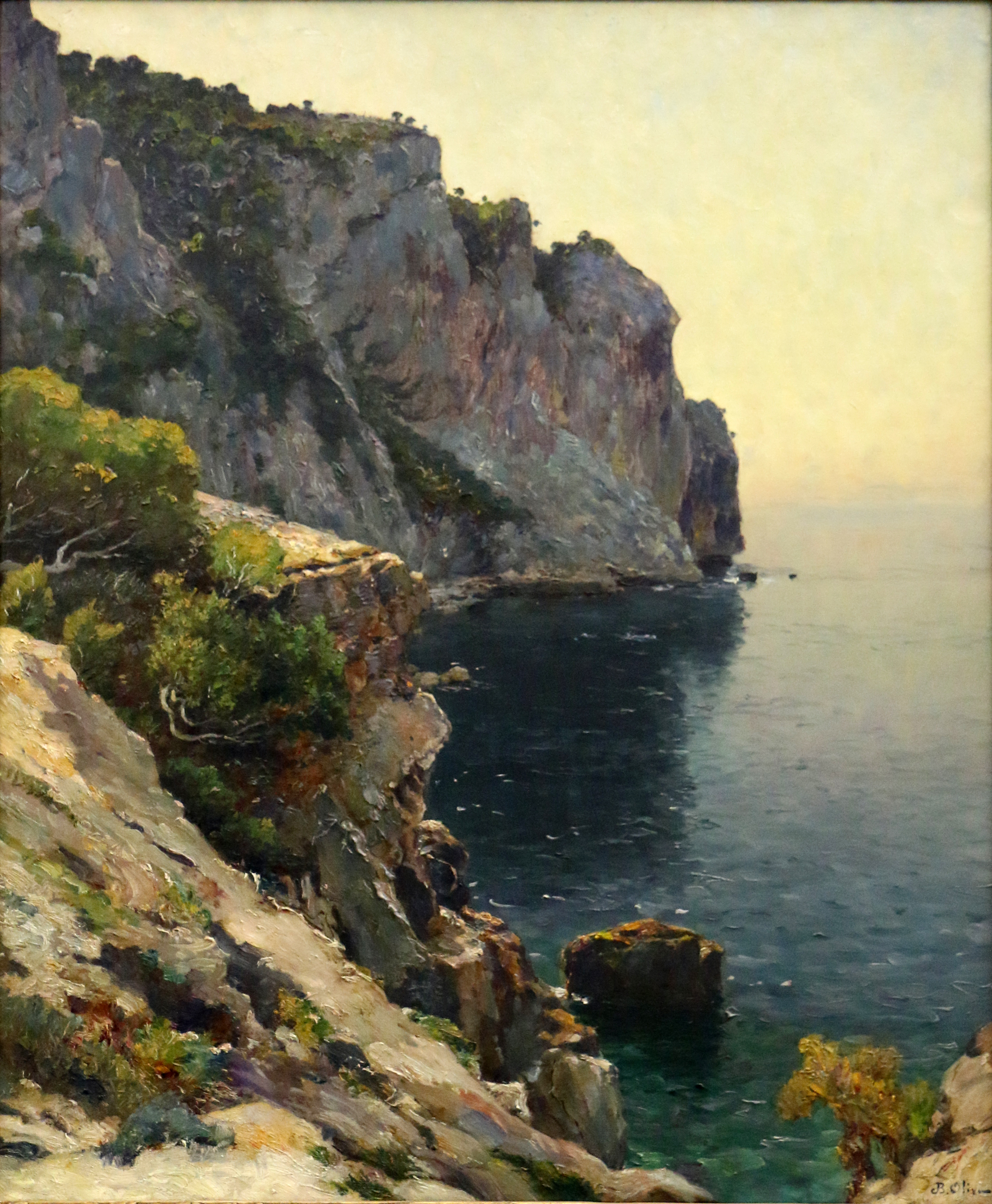
Jean-Baptiste Olive, Calanque d'En Vau.
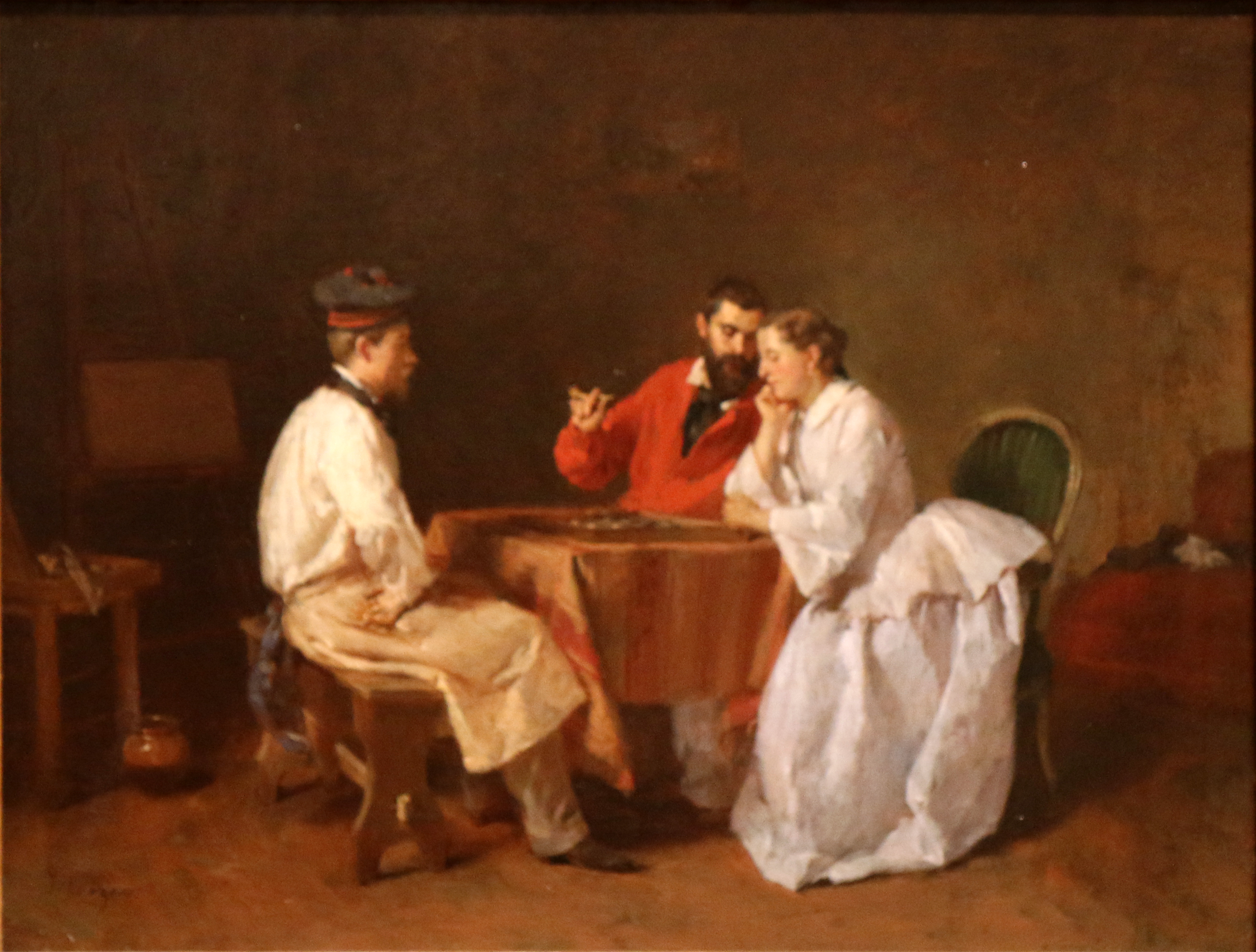
Jean Pezous, La Partie de dames.
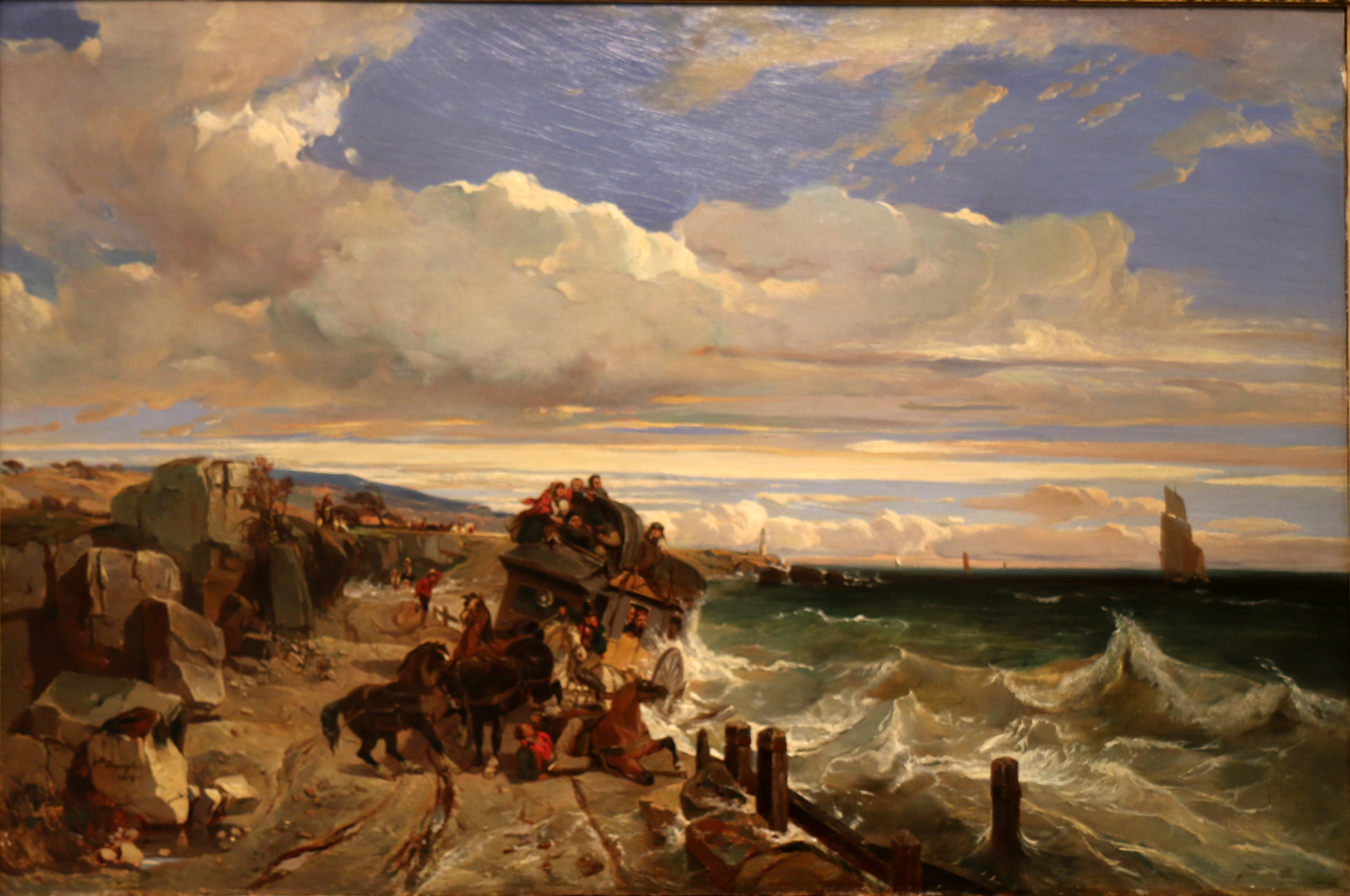
Camille Roqueplan, Coup de vent et diligence

##### XXesiècle
- Yvette Alde (Paris, 1911 - 1966).
- Gabriel Amoretti (Toulon, 1861 – La Valette, 1947) :
  - Berger et troupeau, huile sur toile, 72 × 100 cm[PP 42] ;
  - La vieille darse à Toulon, dessin à l'encre noire sur papier teinté brun, 50 × 32cm[PP 43].
- Eugène Baboulène (Toulon, 1905 – 1994).
- Maurice Bouviolle (Beauvais, 1983 – Marseille, 1971).
- Charles Camoin (Marseille, 1879 – Paris, 1965) :
  - Paysage du Cap-Brun aux grands pins, huile sur toile, 65 × 54 cm[PP 44] ;
  - Tartanes à quai à Saint-Tropez, huile sur toile, 54 × 81 cm[PP 45].
- Auguste Chabaud (Nîmes, 1882 – Graveson, 1955) :
  - La Corniche à Marseille, dessin aux crayons de couleur sur papier, 16 × 22 cm[PP 46] ;
  - L'Étang de Berre, huile sur carton, 38 × 82 cm[PP 47].
- Pierre Deval (Lyon, 1897 – La Valette, 1993).
- Willy Eisenschitz (Vienne, 1889 – Paris, 1974).
- Auguste Herbin (Quievy, 1882 – Paris, 1960).
- Moïse Kisling (Cracovie, 1891 – Sanary-sur-Mer, 1953) : Le Port de Toulon.
- Jean-Pierre Le Boul'ch (Toulon, 1940 - 2001).
- Alfred Lombard (Marseille, 1884 – Toulon, 1973).
- Henri Manguin (Paris, 1874 – Saint-Tropez, 1949).
- Émile-René Ménard (Paris, 1862 – 1930) :
  - Aigues-Mortes, huile sur toile, 64 × 106 cm[PP 48] ;
  - Paysage de Provence ou Bormes-les-Mimosas, huile sur toile, 62 × 85 cm[PP 49] ;
  - Le Marais des Lecques, huile sur toile, 62 × 85 cm[PP 49] ;
  - Le Temple de Kerdasa, hoile sur toile, 62,5 × 85 cm ;
  - Hylas, pastel sur carton, 33 × 46 cm[PP 50].
- Louis Nattero (Toulon, 1875 – Martigues ?, 1915) : La Patache dans le port de Toulon.
- Léon Sabatier (Toulon, 1891 – 1965).
- René Seyssaud (Marseille, 1867 – Saint-Chamas, 1952).
- Louis Valtat (Dieppe, 1869 – Paris, 1952).
- Louis-Mathieu Verdilhan (Saint-Gilles-du-Gard, 1875 – Marseille, 1928) :
  - Littoral Varois, huile sur toile, 70 × 91 cm[PP 51] ;
  - Village de Provence, huile sur toile, 802 × 150 cm[PP 52] ;
  - Coin de parc, huile sur toile, 80 × 105 cm[PP 53] ;
  - Paysage, Aix-en-Provence.

Œuvres du XXe siècle
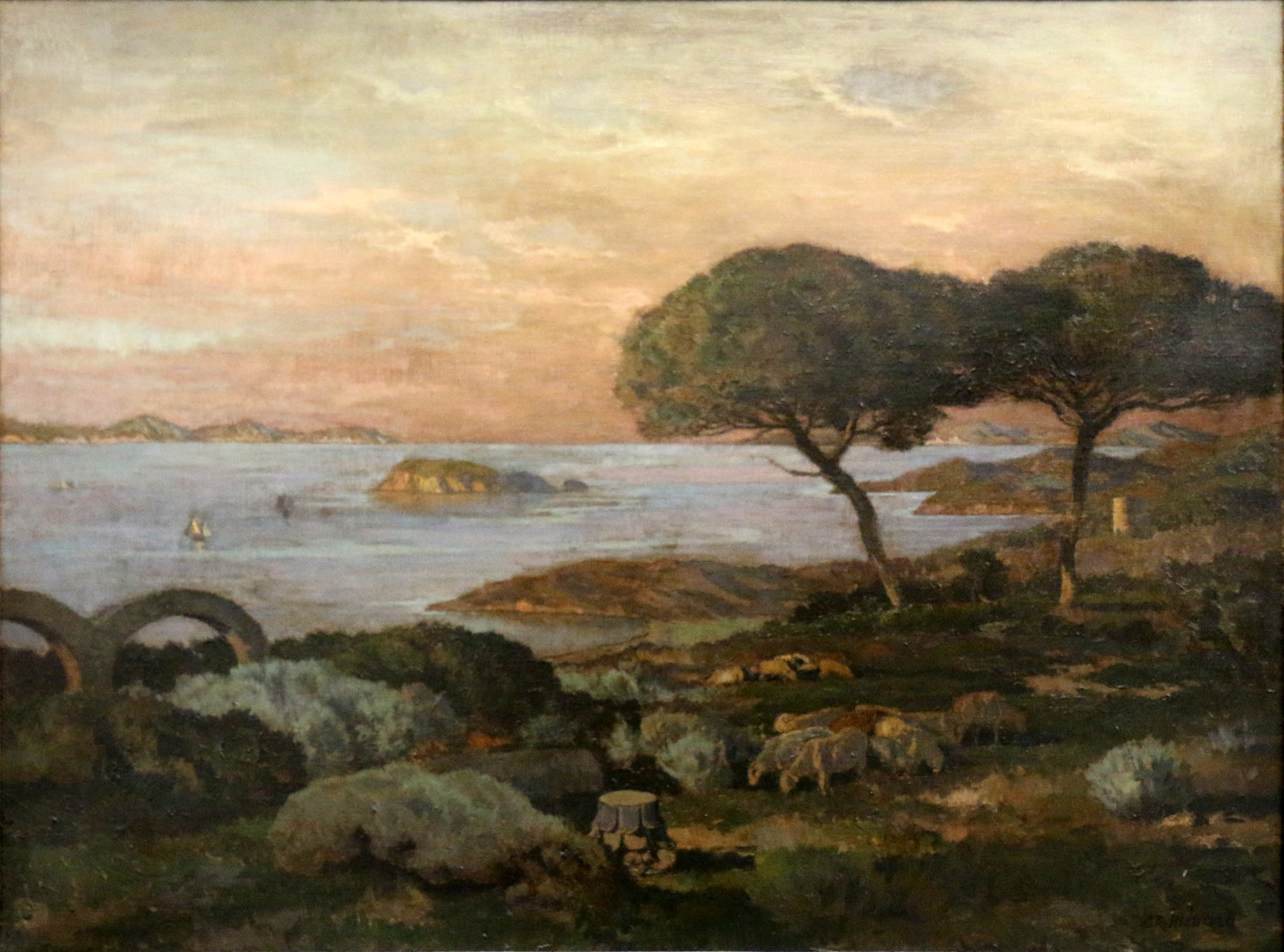
Émile-René Ménard, Bormes-les-Mimosas.
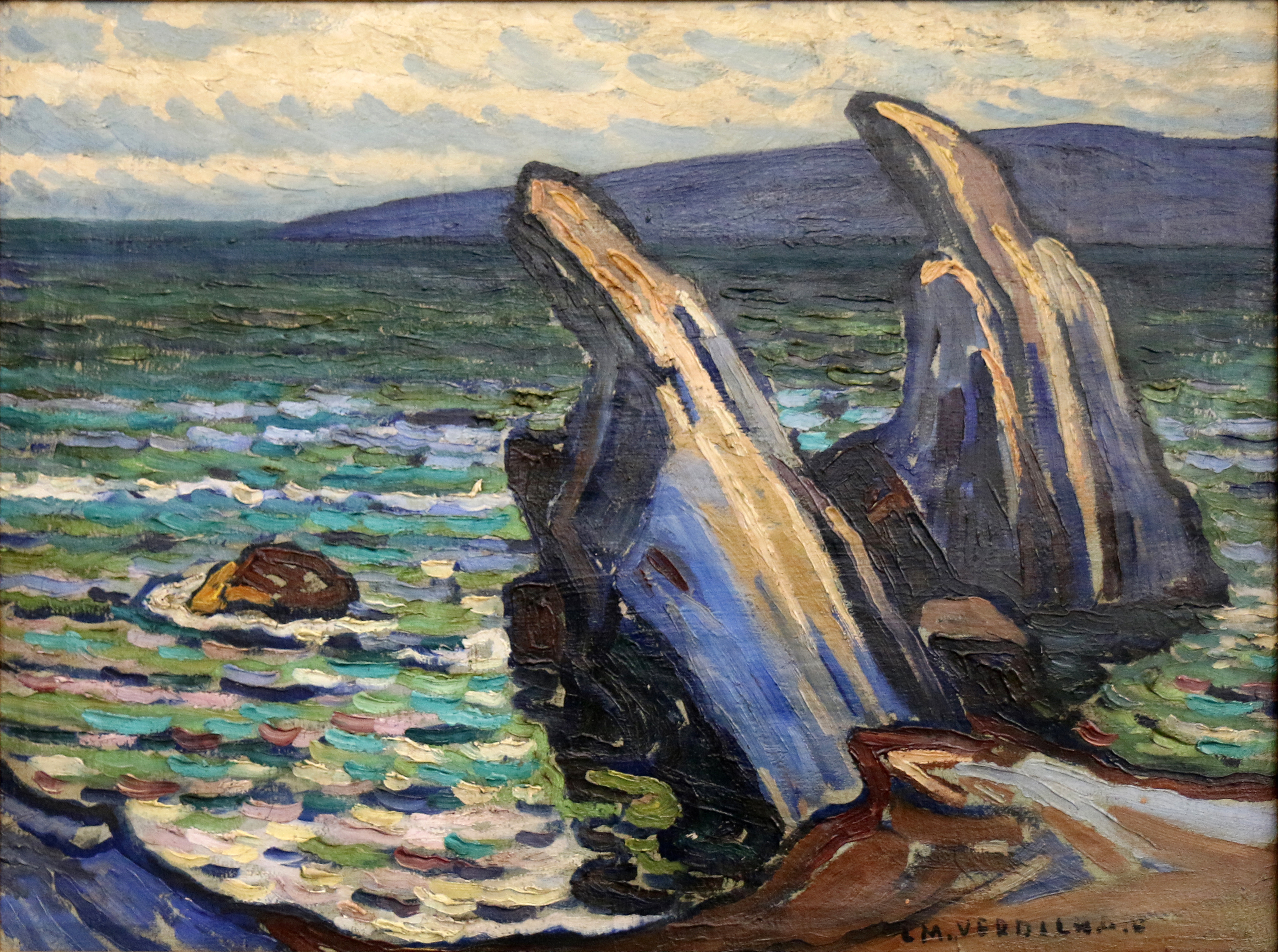
Louis-Mathieu Verdilhan, Littoral Varois.

##### De 1960 auXXIesiècle
- Jean-Michel Alberola (Saïda, 1953).
- Arman (Nice, 1928 – New York, 2005).
- François Arnal (La Valette-du-Var 1924)
- Georges Autard (Cannes, 1951).
- Armand Avril (Lyon, 1926).
- Élisabeth Ballet (Cherbourg, 1957).
- Ina Barfuss (de) (Lüneburg, 1949).
- Robert Barry (New York, 1936).
- Connie Beckley (Pennsylvanie, 1951).
- Vincent Bioulès (Montpellier, 1938).
- Jean-Charles Blais (Nantes, 1956).
- Rémi Blanchard (Nantes, 1958 – Paris, 1993).
- François Boisrond (Boulogne-Billancourt, 1959).
- Christian Boltanski (Paris, 1944).
- Phyllis Bramson (en) (Madison, 1941).
- Marcel Broodthaers (Saint-Gilles, 1924 – Cologne, 1976).
- Georges Buchin (Pau, 1929).
- Pierre Buraglio (Charenton, 1939).
- Daniel Buren (Boulogne-Billancourt, 1938).
- Louis Cane (Beaulieu-sur-Mer, 1943).
- Luciano Castelli (en) (Lucerne, 1951).
- César (Marseille, 1921 – Paris, 1998).
- Louis Chacallis (Alger, 1943).
- Philippe Charpentier (1949).
- Isabelle Champion Métadier (Tours, 1947).
- Christo (Gabrovo, 1935 - 2020) et Jeanne-Claude (Casablanca, 1935 - New York, 2009).
- Jean Clareboudt (Lyon, 1944 – Turquie, 1997).
- Robert Combas (Lyon, 1957).
- Olivier Debré (Paris, 1920 – 1999).
- Jean Degottex (Sathonay, 1918 – Paris, 1988).
- Didier Demozay (Clécy, 1950).
- Gérard Deschamps (Lyon, 1937).
- Daniel Dezeuze (Alès, 1942).
- Hervé Di Rosa (Sète, 1959).
- Noël Dolla (Nice, 1945).
- François Dufrêne (Paris, 1930 – 1982).
- René Duvillier (Oyonnax, 1919 – Paris, 2002).
- Philippe Favier (Saint-Étienne 1957).
- Robert Filliou (Sauve, 1926 – Les Eyzies, 1987).
- Joël Fisher (Salem, 1947).
- Dan Flavin (New York, 1933 – 1996).
- Lucio Fontana (Rosario de Sante-Fe, 1899 – Comabbio, 1968).
- Anne Français (Châtenois, 1909 – Paris, 1995).
- Bernard Frize (Saint-Mandé, 1954).
- Dominique Gauthier (Paris, 1953).
- Ron Gorchov (en) (Chicago, 1930).
- Toni Grand (Gallargues-le-Montueux, 1935 – Mouriès, 2005).
- Simon Hantaï (Bia, 1922 – Paris, 2008).
- Don Hazlitt (Stockton,1948).
- Douglas Huebler (Ann Arbor, 1924 – Truro, 1997).
- Donald Judd (Excelsior Spring,1928 – New York, 1994).
- Ladislas Kijno (Varsovie, 1921).
- Peter Klasen (Lübeck, 1935).
- Yves Klein (Nice, 1928 – Paris, 1962).
- Denis Laget (Valence, 1958).
- Patrick Lanneau (Tours, 1951).
- Terence La Noue (Hammond, 1941).
- Jean-Pierre Le Boul'ch (Toulon, 1940 – Paris, 2001).
- Jean Le Gac (Alès, 1936)
- Sol LeWitt (Hartfort, 1928 – New York, 2007).
- Richard Long (Bristol, 1945).
- Tony Long (Brockton, 1942 – Paris, 2001).
- Robert Malaval (Nice 1937 – Paris 1980).
- François Martin (Paris, 1945).
- Jean-Michel Meurice (Lille, 1938).
- Helmut Middendorf (Dinklage, 1953).
- Antoni Miralda (en) (Tarrasa, 1942).
- François Morellet (Cholet, 1926).
- Olivier Mosset (Berne, 1944).
- Brigitte Nahon (Nice, 1960).
- Dennis Oppenheim (Electric City, 1938).
- Bernard Pagès (Cahors, 1940).
- Jean-Luc Parant (Mégrine, 1944).
- Michel Parmentier (Paris, 1938 – 2000).
- Anne-Marie Pêcheur (Nice, 1950).
- Jean-Pierre Pincemin (Paris, 1944 – Arcueil, 2005).
- Serge Plagnol (Toulon, 1951).
- Sigmar Polke (Oels, 1941).
- Louis Pons (artiste) (Marseille, 1927).
- Jean-Marie Poumeyrol (Libourne, 1946).
- Markus Raetz (Büren an der Aare, 1941 - 2020).
- Arnulf Rainer (Baden, Autriche 1929).
- Jean-Pierre Raynaud (Courbevoie, 1939).
- Martial Raysse (Golfe-Juan, 1936).
- Gerhard Richter (Dresde, 1932).
- Ulrich Rückriem (Düsseldorf, 1938).
- Niki de Saint Phalle (Neuilly-sur-Seine, 1930 – San Diego 2002).
- Salomé (Karlsruhe, 1954).
- Patrick Saytour (Nice, 1935).
- Dorothée Selz (Paris 1946).
- Daniel Spoerri (Galati, 1930).
- Pat Steir (en) (Newark, 1940).
- Michelle Stuart (en) (Los Angeles, 1938).
- Hervé Télémaque (Port-au-Prince, 1937).
- Niele Toroni (Muralto,1937).
- Gérard Traquandi (Marseille, 1952).
- Daniel Tremblay (Sainte-Christine-en-Mauges, 1950 – Angers, 1985).
- Ger van Elk (Amsterdam, 1941).
- Philippe Venin-Bernard (Issoudun, 1960 – Paris, 1995).
- Claude Viallat (Nîmes, 1936).
- Jacques Villeglé (Quimper, 1926).
- Jean-Luc Vilmouth (Creutzwald, 1952).
- Jan Voss (Hambourg, 1936).
- Lawrence Weiner (New York, 1940).
- Hugh Weiss (Philadelphie, 1925 - Paris, 2007).
- Franz West (Vienne, 1947).
- Dorothee von Windheim (Volmerdingsen, 1945).
- Bill Woodrow (Henley, 1948).
- Bernd Zimmer (Planneg, 1948).

##### Photographie
- Paul Almasy (Budapest, 1906 – Jouars-Pontchartrain, 2003).
- Pierre-Jean Amar (Alger, 1947).
- Marinus Boezem (Leerdam, 1934).
- Édouard Boubat (Paris, 1923 – Montrouge, 1999).
- Denis Brihat (Paris, 1928).
- Ernest Brulé (Achery, 1904 – Amiens, 1994).
- Victor Burgin (Sheffield, 1941).
- Jean-Marc Bustamante (Toulouse, 1952).
- Henri Cartier-Bresson (Chanteloup, 1908 – Montjustin, 2004).
- Jean-Philippe Charbonnier (Paris, 1921 – Grasse, 2004).
- Lucien Clergue (Arles, 1934).
- Jean Dieuzaide (Grenade-sur-Garonne, 1921 – Toulouse, 2003).
- Robert Doisneau (Gentilly, 1912 – Paris, 1994).
- Walker Evans (St-Louis, 1903 – New Haven, 1975).
- Bernard Faucon (Apt, 1950).
- Gisèle Freund (Berlin, 1912 – Paris, 2000).
- Julie Ganzin (Marseille, 1963).
- Jean-Claude Gautrand (Sains-en-Gohelle, 1932).
- Jochen Gerz (Berlin, 1940).
- Gilbert et George (San Martino d’Abbia, 1943 - Totnes, 1942).
- François Hers (Bruxelles, 1943).
- Peter Hutchinson (Londres, 1932).
- André Kertész (Budapest, 1894 – New York, 1985).
- Jacques-Henri Lartigue (Courbevoie, 1894 – Nice, 1986).
- Urs Lüthi (Lucerne, 1947).
- Man Ray (Philadelphie, 1890 – Paris, 1976).
- Françoise Nuñez (Toulouse, 1957).
- Dennis Oppenheim (Electric City, 1938).
- Marc Pataut (Paris, 1952).
- Bernard Plossu (Dalat, 1945).
- Arnulf Rainer (Baden, 1929).
- Marc Riboud (Lyon, 1923).
- Sophie Ristelhueber (Paris, 1949).
- Willy Ronis (Paris, 1910 – 2009).
- Georges Rousse (Paris, 1947).
- Jeanloup Sieff (Paris, 1933 – Paris, 2000).
- Edward Steichen (Bivange, 1879 – West Redding, 1973).
- Jean-Pierre Sudre (Paris, 1921 – Aix-en-Provence, 1997).
- Hélène Théret (Cabourg, 1932).
- Rachel Théret (Carmaux, 1935).
- Patrick Tosani (Boissy-l’Aillerrie, 1954).
- Georges Tourdjman (Casablanca, 1935).
- Beatrix Von Conta (Kaiserslautern, 1949).

### Liste des expositions
- 2025
- 24 janvier au 20 avril 2025 : Variations dessins (XVIIe au XXe siècle)
- 8 mars au 18 mai 2025 : Aquarelles en fleurs. Etudes du jardin botanique de la Marine de Toulon. Volet 2
- 2024
- 15 juin au 6 octobre 2024 : De Delacroix à Signac, l'Aquarelle dans tous ses éclats
- Expositions d'Art graphique :
- 21 mars au 20 octobre 2023 : Milshtein - Veličković, la force du dessin
- 14 décembre 2024 au 23 février 2025 Aquarelles en fleurs. Etudes du jardin botanique de la Marine de Toulon. Volet 1
- 13 mai au 19 novembre 2023 Correspondances. Peinture et photographies. Collection du MAT
- 17 février au 2 avril 2023 : Exposition d'Art graphiques Pierre Letuaire, dessinateur toulonnais
- 13 mai au 1er octobre 2023 : De Man Ray à Riestelhueber. Une collection de photographes internationaux.
- 24 novembre 2023 au 25 février 2024 : De Toulon à La Londe-Les-Maures, André et Gaudensi Allar
- 2022
- 18 juin au 9 octobre 2022 : L'autre rive de la Méditerranée. L'Algérie des peintres. 1830-1930
- 10 juin au 18 septembre 2022 : Lucien Clergue le méditerranéen. Nus de la mer.
- 2021
- 11 juin au 26 septembre 2021 : Le paysage moderne. Collection du Musée d'Art moderne de Troyes
- 26 novembre 2021 au 15 mai 2022 : Au cœur de la collection. XVIe-XIXe siècle
- 11 juin au 26 septembre 2021 : Le voyage en Orient - arts graphiques
- 26 novembre 2021 au 15 mai 2022 : La Provence de Jean Aicard - arts graphiques
- 2019
- 16 novembre 2019 au 23 février 2020 : Picasso et le paysage méditerranéen
- 2017
- 14 octobre 2017 au 4 février 2018 : Falbalas. Portraits et mode au féminin - 1850-1930
- 2016
- 13 mai 2016 au 29 janvier 2017 : Elles s'exposent
- 2015
- 28 mars au 30 septembre 2015 : Clin d'oeil sur les collections II : l'Italie, l'art américain, la photographie
- octobre 2015 à septembre 2016 : Le paysage provençal
- 20 novembre 2015 au 10 avril 2016 : Délices d'artistes
- 2014
- 17 mai au 21 septembre 2014 : Clin d'œil sur les collections
- 15 novembre 2014 au 2 mars 2015 : A table en Provence - 1850-1940
- 2013
- 6 avril au 4 aout 2013 : La vie est un zoo - Patrick Sirot et en parallèle, l'Animal dans les collections
- 20 septembre 2013 au 26 janvier 2014 : Mer et Ciel
- 2012
- 24 mars au 3 juin 2012 : Visages, corps, silhouette - collection permanente
- 23 juin au 3 septembre 2012 : De Vincent Courdouan à Marcel Philibert, l'Afrique du nord dans les collections du musée et des bibliothèques de Toulon
- 25 février au 20 mai 2012 : Cent ans du Musée du Vieux Toulon
- 29 juin au 14 octobre 2012 : Yéru - Chauvin
- 24 novembre 2012 au 24 février 2013 : Dessin ancien et moderne - Une collection restaurée
- 2011
- janvier à septembre 2011 : Les collections d'art ancien
- 5 mars au 29 mai 2011 : Dessins contemporains du musée d'art et la collection Philippe Piguet
- 22 octobre 2011 au 26 février 2012 : François Nardi et les paysages provençaux
- 2010
- 3 avril au 27 juin 2010 : L'Algérie et l'Egypte Vincent Courdouan et ses contemporains provençaux
- 16 octobre 2010 au 31 janvier 2011 : La collection photographique du musée d'art
- 20 juillet au 19 septembre 2010 : Regards sur les collections du musée d'art de Toulon
- 14 novembre 2009 – 21 février 2010 : Paysage-Vidéo – Dialogue avec les collections #2 (avec des œuvres vidéo de Miguel Chevalier, Ori Gersht, Clare Langan, Ange Leccia, Tania Mouraud).
- 2009
- Mai à novembre 2009 : Art contemporain (collections permanentes).
- Dialogue avec les collections II - paysage vidéo
- 2008 : musée fermé pour travaux
- 2007
- 14 avril au 12 aout 2007 : Dialogue avec les collections #1.
- courant 2007 : Le musée révèle ses collections (collections permanentes)
- 2006
- 8 avril au 2 juillet 2006 : Pierre Buraglio … des bleus.
- 25 mars au 17 septembre puis du 21 octobre 2006 au 28 janvier 2007 :Le port de Toulon, la rade et ses environs section I et II.
- 2005
- courant 2005 : Le portrait et Paysages peints dans les collections permanentes
- 2005 : Paysage peint, paysage photographié (collections permanentes).
- 20 octobre 2005 au 28 janvier 2006 : Jean-Pierre Le Boul'ch – Rétrospective.
- 2004
- 8 novembre 2003 au 22 février 2004 : Nos libérateurs, la place des troupes coloniales dans le débarquement en Provence. Organisé par l'association Marat
- 10 juillet au 19 septembre 2004 : Marie Madeleine contemporaine.
- 8 octobre au 30 décembre 2004 : Dupin – Hébréard – Triger
- 2003
- 1er février au 4 mai 2003 : L’homme et son milieu dans l’Antiquité, 1000 ans d’exploitation des ressources naturelles dans le Var (IVe s. avant – VIe s. après J.-C.).
- 1er février au 23 mai 2003 : Panorama sur les réserves.
- 3 avril au 6 mai 2003 : Correspondances, Jean-Noël  László et Gérard Cartier. Exposition urbaine.
- 4 mai : Printemps des musées : Mystères et découvertes.
- 5 juillet au 3 novembre 2003 : José Mange
- octobre 2002 à janvier 2003 : fermeture pour travaux
- 2002
- Mars à septembre 2002 : Regard sur les collections.
- 7 avril : printemps des musées
- 25 mai 2002 : Peinture et Couture, collection été 2002. Isabelle Agnel Gouzy et des plasticiens contemporains (Georges Autard, Nicole Benkemoun, Olivier Bernex, Colette Cauvin, Régine Coulomb, Raoul Hébrard, Piotr Klemensiewicz, Sophie Menuet, Serge Plagnol, Jean-Jacques Surian, Solange Triger).
- 17 juin au 29 septembre 2002 : Soupçon de Nostalgérie / L’Algérie vue par quelques peintres (fonds Marcel Philibert, collections permanentes du musée et la galerie Estades).
- 21 juin – 20 octobre 2002 : Henry Comby, œuvres de 1952 à 2002.
- 2001
- 29 juin au 4 novembre 2001 : Willy Eisenschitz.
- Hiver 2001/2002 : L'écorce du temps Beatrix Von Conta
- 2000
- 27 octobre 2000 au 4 février 2001 : Vincent Courdouan.
- 1998
- Mars à juin 1998 : Hommage à Pierre Deval
- Juillet à octobre 1998 : Vincent Courdouan
- 1997
- Mars à juin 1997 : Patrick Lanneau
- Eté 1997 : Un siècle d'exposition à Marseille 1800-1900
- 1996
- 21 mars au 16 juin 1996 : Chan-Ky Yut
- 20 mai au 1er juin 1996 : Le mois du livre d'Art - L'art du XXe siècle
- Eté : Louis Mathieu Verdilhan
- novembre 1996 à février 1997 : La côte d'Azur à la Belle Epoque
- 1995
- 2 juin au 25 novembre 1995 : Vincent Bioulès
- automne 1995 : Pierre-Jean Rey, Erwin Blumenfeld : photographies autour de la mode
- 1994
- 22 avril au 26 juin 1994 : Jean-Pierre Formica

### Peinture en Provence
1. ↑  Peinture en Provence 1985, p. 66.
2. ↑  Peinture en Provence 1985, p. 72.
3. ↑  Peinture en Provence 1985, p. 63.
4. ↑  Peinture en Provence 1985, p. 67.
5. ↑  Peinture en Provence 1985, p. 70.
6. ↑  Peinture en Provence 1985, p. 87.
7. ↑  Peinture en Provence 1985, p. 90.
8. ↑  Peinture en Provence 1985, p. 91.
9. 1 2  Peinture en Provence 1985, p. 95.
10. 1 2  Peinture en Provence 1985, p. 93.
11. ↑  Peinture en Provence 1985, p. 94.
12. ↑  Peinture en Provence 1985, p. 96.
13. ↑  Peinture en Provence 1985, p. 101.
14. ↑  Peinture en Provence 1985, p. 100.
15. ↑  Peinture en Provence 1985, p. 103.
16. ↑  Peinture en Provence 1985, p. 106.
17. ↑  Peinture en Provence 1985, p. 110.
18. ↑  Peinture en Provence 1985, p. 112.
19. ↑  Peinture en Provence 1985, p. 163.
20. ↑  Peinture en Provence 1985, p. 164.
21. ↑  Peinture en Provence 1985, p. 125.
22. ↑  Peinture en Provence 1985, p. 124.
23. ↑  Peinture en Provence 1985, p. 126.
24. ↑  Peinture en Provence 1985, p. 127.
25. ↑  Peinture en Provence 1985, p. 173.
26. ↑  Peinture en Provence 1985, p. 175.
27. ↑  Peinture en Provence 1985, p. 174.
28. ↑  Peinture en Provence 1985, p. 131.
29. 1 2  Peinture en Provence 1985, p. 192.
30. ↑  Peinture en Provence 1985, p. 193.
31. ↑  Peinture en Provence 1985, p. 195.
32. ↑  Peinture en Provence 1985, p. 213.
33. ↑  Peinture en Provence 1985, p. 333.
34. ↑  Peinture en Provence 1985, p. 275.
35. ↑  Peinture en Provence 1985, p. 228.
36. ↑  Peinture en Provence 1985, p. 294.
37. 1 2  Peinture en Provence 1985, p. 295.
38. ↑  Peinture en Provence 1985, p. 258
39. ↑  Peinture en Provence 1985, p. 259.
40. ↑  Peinture en Provence 1985, p. 260.
41. ↑  Peinture en Provence 1985, p. 261.
42. ↑  Peinture en Provence 1985, p. 167.
43. ↑  Peinture en Provence 1985, p. 168.
44. ↑  Peinture en Provence 1985, p. 312.
45. ↑  Peinture en Provence 1985, p. 313.
46. ↑  Peinture en Provence 1985, p. 314.
47. ↑  Peinture en Provence 1985, p. 315.
48. ↑  Peinture en Provence 1985, p. 324.
49. 1 2  Peinture en Provence 1985, p. 330.
50. ↑  Peinture en Provence 1985, p. 326.
51. ↑  Peinture en Provence 1985, p. 351.
52. ↑  Peinture en Provence 1985, p. 359.
53. ↑  Peinture en Provence 1985, p. 348.

### Le musée a cent ans
1. ↑  Le musée a cent ans 1989, p. 97.
2. ↑  Le musée a cent ans 1989, p. 175.
3. ↑  Le musée a cent ans 1989, p. 173.
4. 1 2  Le musée a cent ans 1989, p. 257.
5. ↑  Le musée a cent ans 1989, p. 176.
6. ↑  Le musée a cent ans 1989, p. 172.
7. 1 2  Le musée a cent ans 1989, p. 241.
8. ↑  Le musée a cent ans 1989, p. 256.
9. ↑  Le musée a cent ans 1989, p. 177.
10. 1 2  Le musée a cent ans 1989, p. 185.
11. ↑  Le musée a cent ans 1989, p. 174.
12. ↑  Le musée a cent ans 1989, p. 186.
13. ↑  Le musée a cent ans 1989, p. 187.
14. ↑  Le musée a cent ans 1989, p. 239.
15. ↑  Le musée a cent ans 1989, p. 196.
16. ↑  Le musée a cent ans 1989, p. 200.
17. ↑  Le musée a cent ans 1989, p. 240.
18. ↑  Le musée a cent ans 1989, p. 190.
19. ↑  Le musée a cent ans 1989, p. 331.
20. ↑  Le musée a cent ans 1989, p. 203.
21. ↑  Le musée a cent ans 1989, p. 191.
22. ↑  Le musée a cent ans 1989, p. 192.
23. ↑  Le musée a cent ans 1989, p. 204.
24. ↑  Le musée a cent ans 1989, p. 193.
25. ↑  Le musée a cent ans 1989, p. 349.
26. ↑  Le musée a cent ans 1989, p. 194.
27. ↑  Le musée a cent ans 1989, p. 206.